# Arboretum Pierre-Louis Vescoz
L'Arboretum Pierre-Louis Vescoz è un arboreto progettato e realizzato dall'abate Pierre-Louis Vescoz a inizio Novecento sul promontorio dei Pointys, nel comune di Verrayes, in Valle d'Aosta.

## Storia

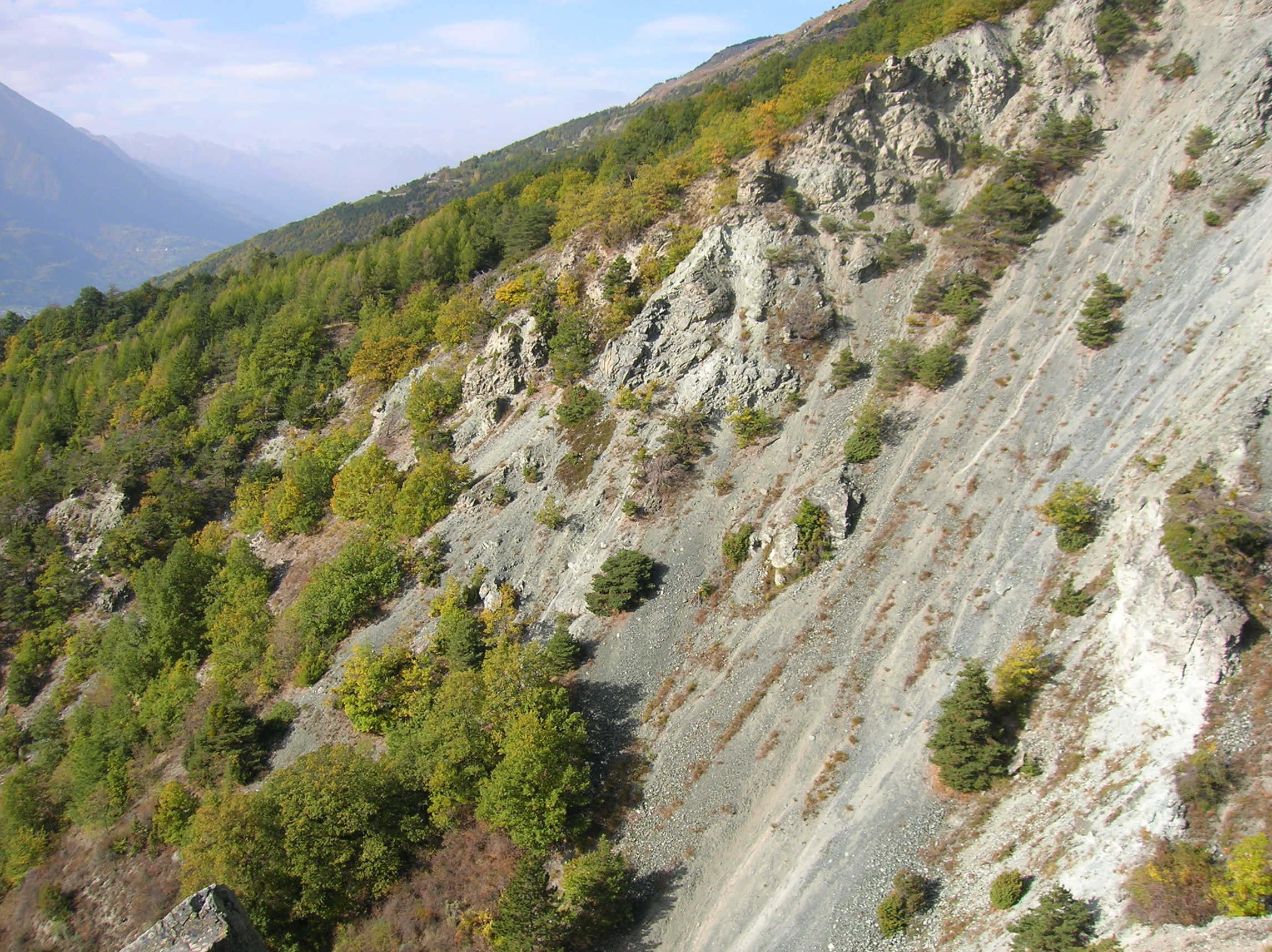
L'area esterna all'Arboretum, non interessata dal rimboschimento, presenta ancora fenomeni erosivi.

A fine Ottocento era attivo in Valle d'Aosta un forte dibattito sulla deforestazione delle montagne e sui problemi da questa derivati, come l'erosione e le valanghe. Il canonico Vescoz, attivo naturalista e botanico, volle dimostrare che fosse possibile la riforestazione di un'area di degrado botanico sottoposta ad erosione. La zona scelta dal Vescoz per questo progetto di rimboschimento, arida e spoglia ed esposta a sud, su trovava a nord di Verrayes al confine del vallone del Besoc, sul promontorio dei Pointys; poco a poco il canonico acquistò i terreni per poter portare avanti il suo progetto. Finalmente, tra il 1905 e il 1908 vennero piantati in 12 ettari tra le 7600 e le 10000 piante, tra alberi e arbusti. Venne fin da principio progettata una sentieristica per le passeggiate a fini didattici, con la presenza nel bosco di numerosi cartellini botanici.
L'arboreto, complice un clima favorevole, attecchì notevolmente e da orto botanico e ambiente artificiale divenne ben presto un habitat unico in cui la vegetazione e la fauna locali si svilupparono naturalmente. L'Arboretum Pierre-Louis Vescoz venne in seguito riconosciuto come opera notevole dal Ministero dell'agricoltura, dell'industria e del commercio premiando il Vescoz con una medaglia d'argento e 300 lire italiane.
Recentemente l'arboreto è stato risistemato ad opera del Corpo Forestale dello Stato e aperto al pubblico.

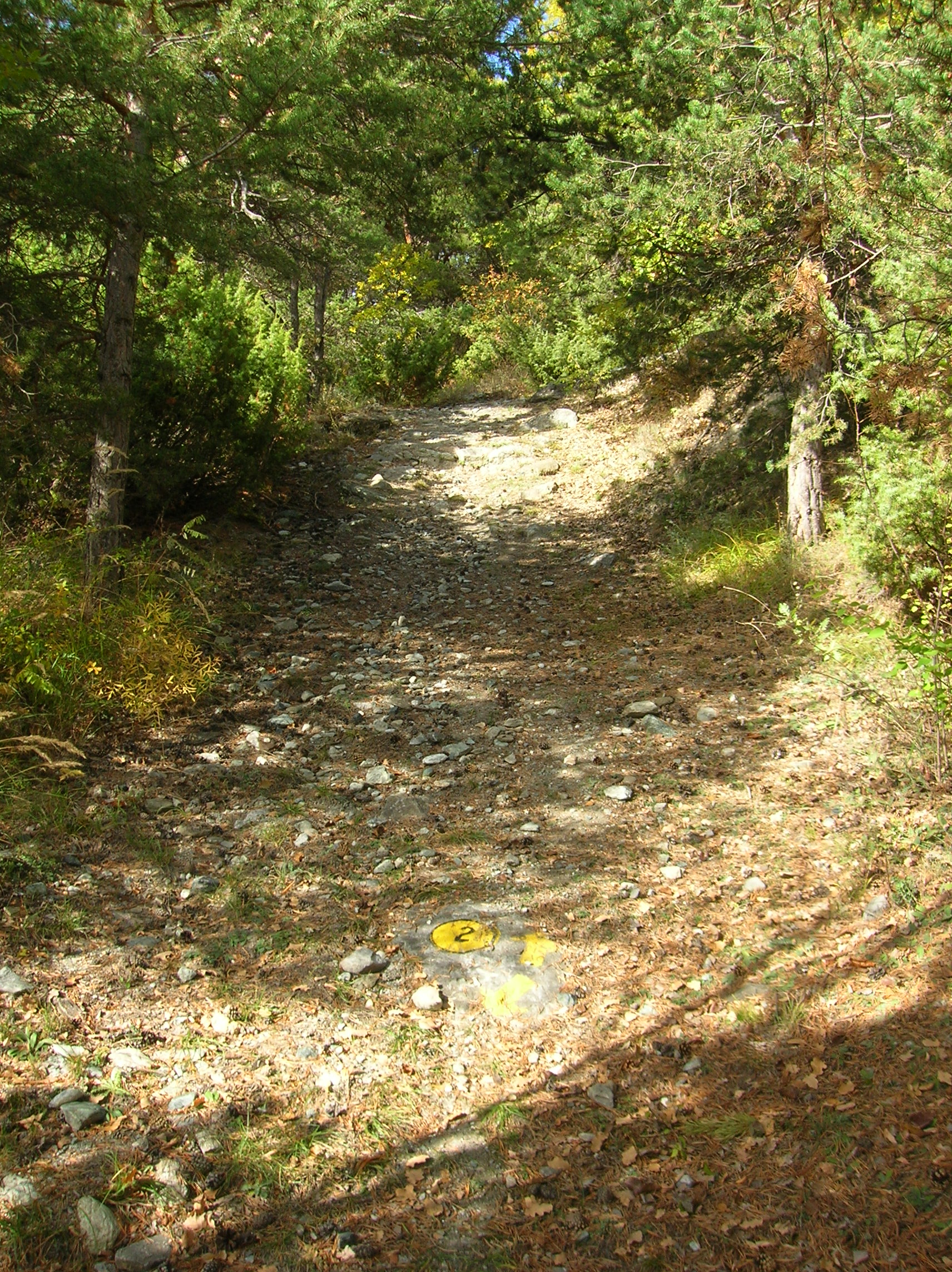
Un sentiero nell'arboretum
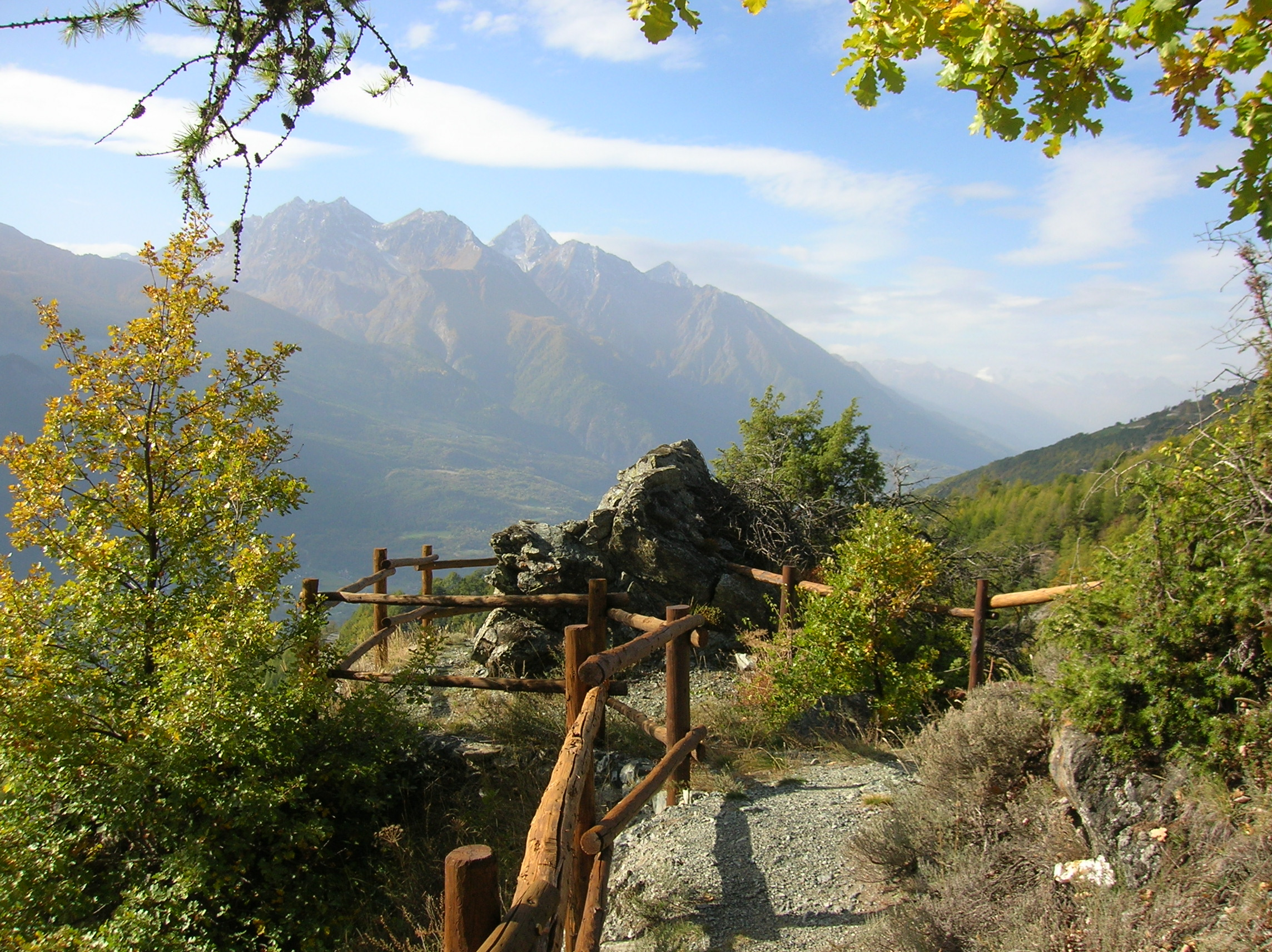
Un belvedere sui calanchi
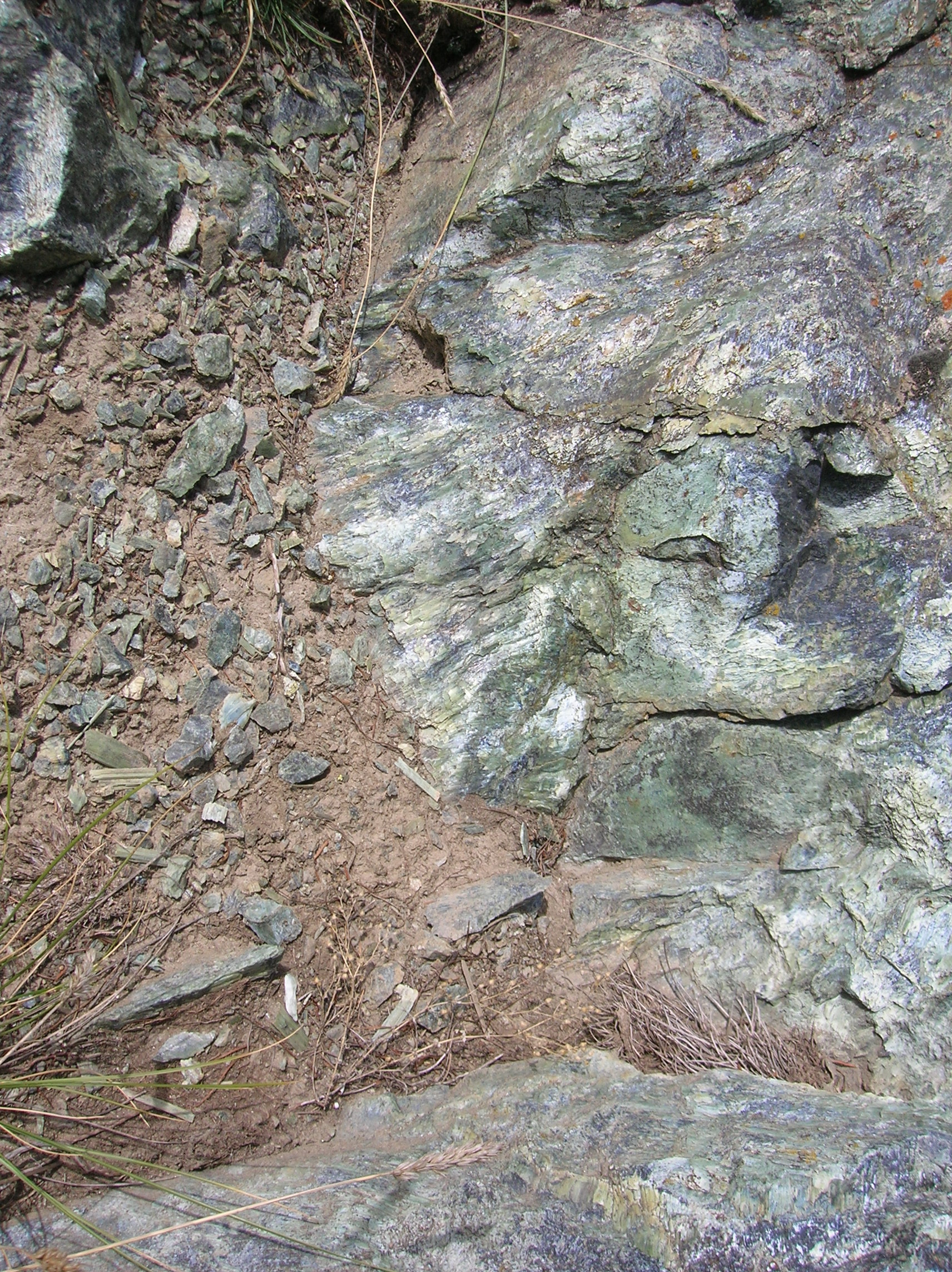
Le rocce.
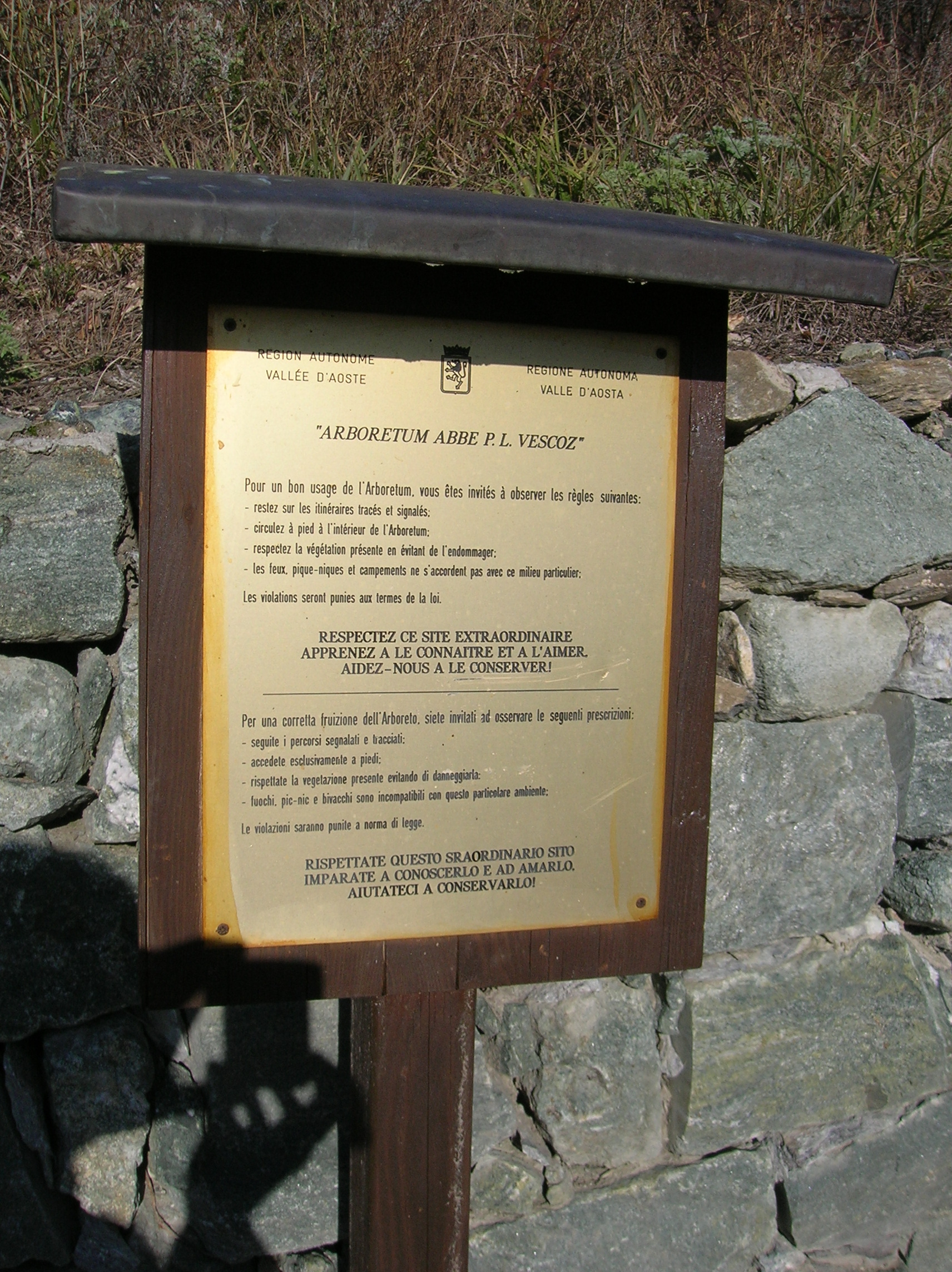
Pannello informativo nell'Arboretum
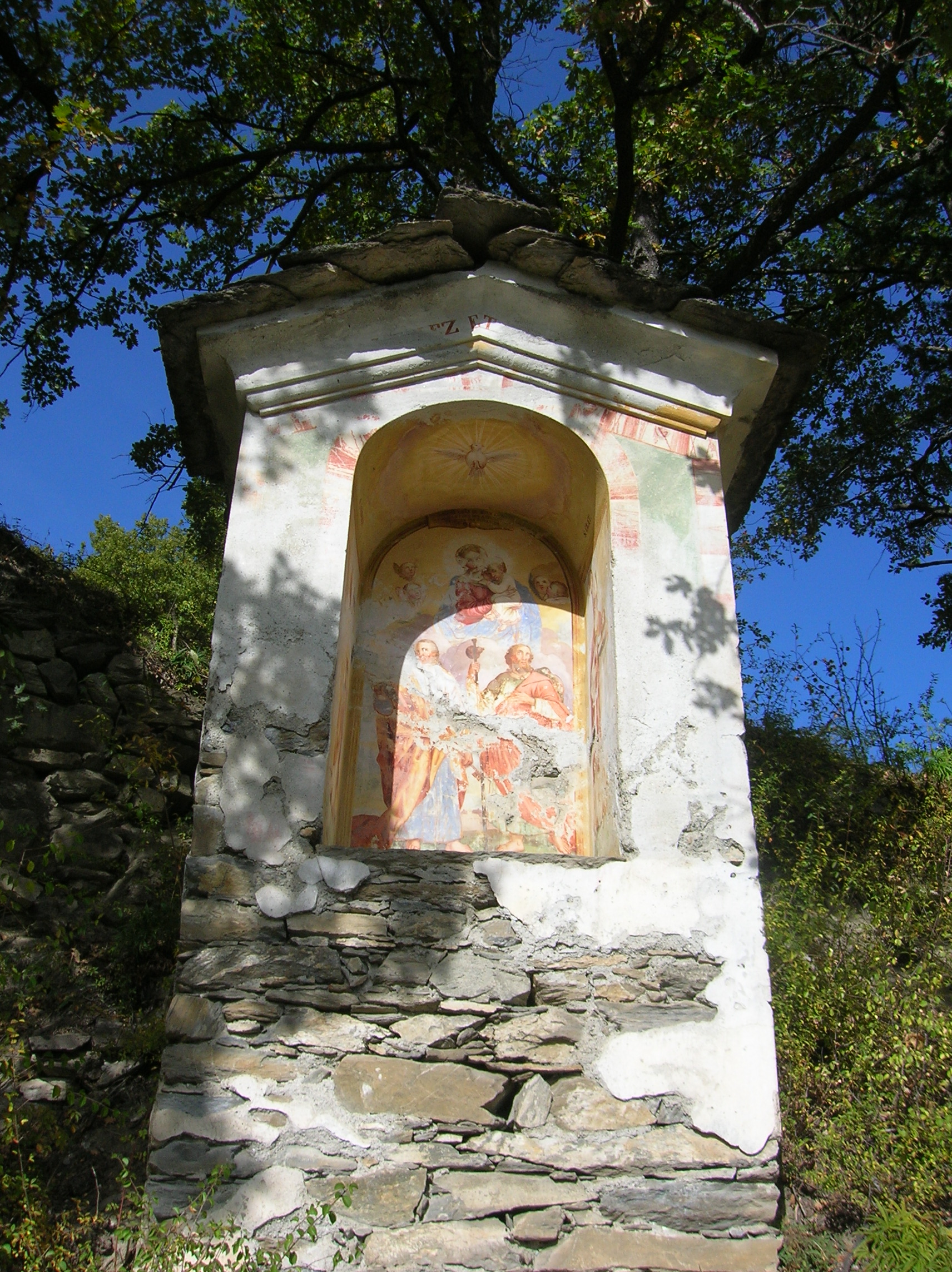
Una cappella ai margini del percorso
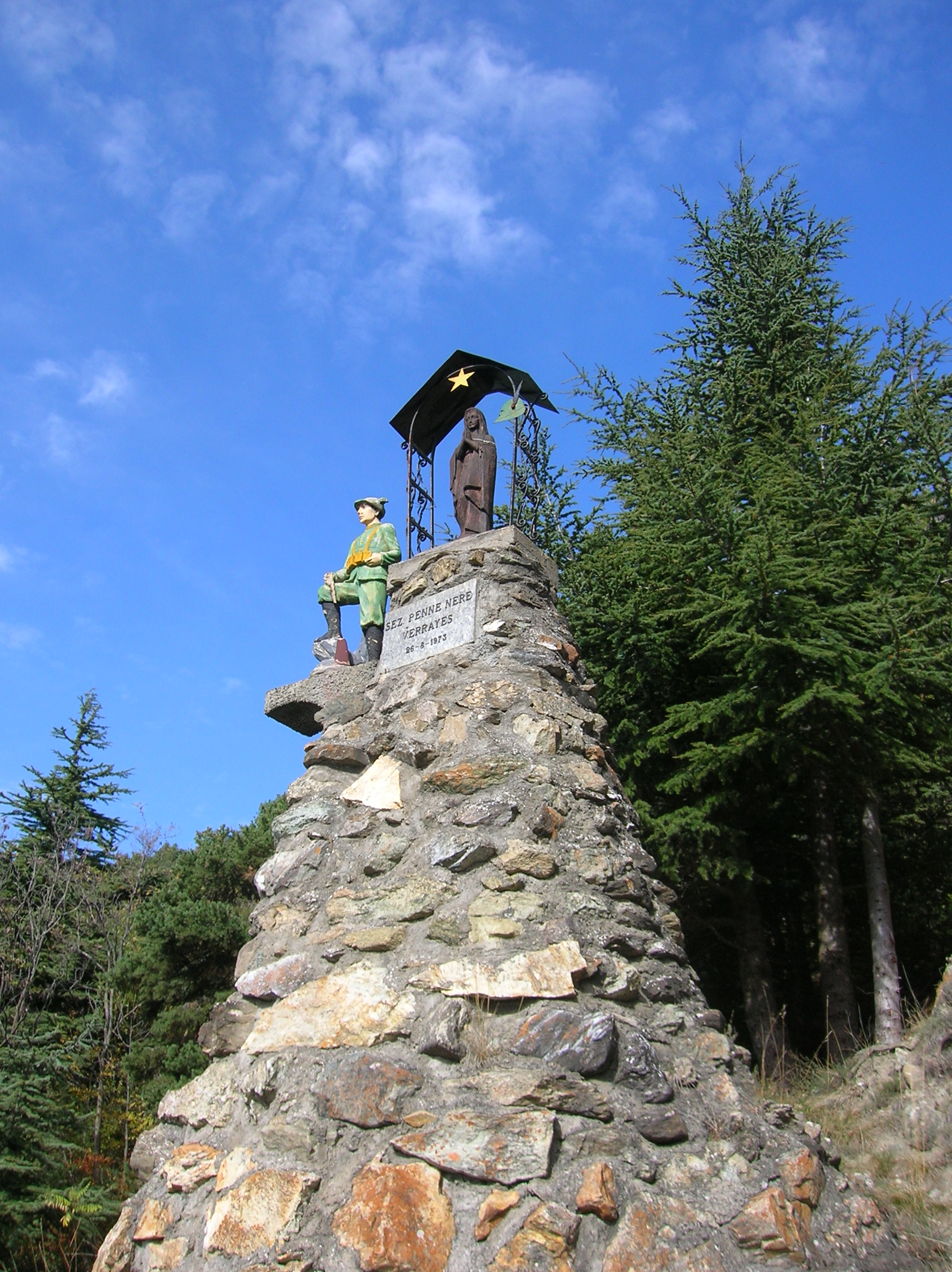
Monumento agli alpini della sezione Penne Nere di Verrayes in cima all'Arboretum

## Flora
La collina dell'arboretum ospita una abbondante varietà floristica: gli alberi storici non autoctoni dell'arboreto sono alcuni esemplari di cedro (Cedrus atlantica, Cedrus deodara, Cedrus libani), di douglas (Pseudotsuga menziesii) e di cipresso italico (Cupressus sempervirens), a cui si aggiunge una sequoia rimasta nana a causa della siccità dell'area.
A questo nucleo si aggiungono esemplari di  Acer pseudoplatanus, Fagus sylvatica, Fraxinus excelsior, Larix decidua, Picea excelsa, Pinus nigra, Pinus sylvestris, Quercus pubescens, Quercus spp., Robinia pseudoacacia, Sequoiadendron giganteum, Tilia platyphyllos e Thuja occidentalis.

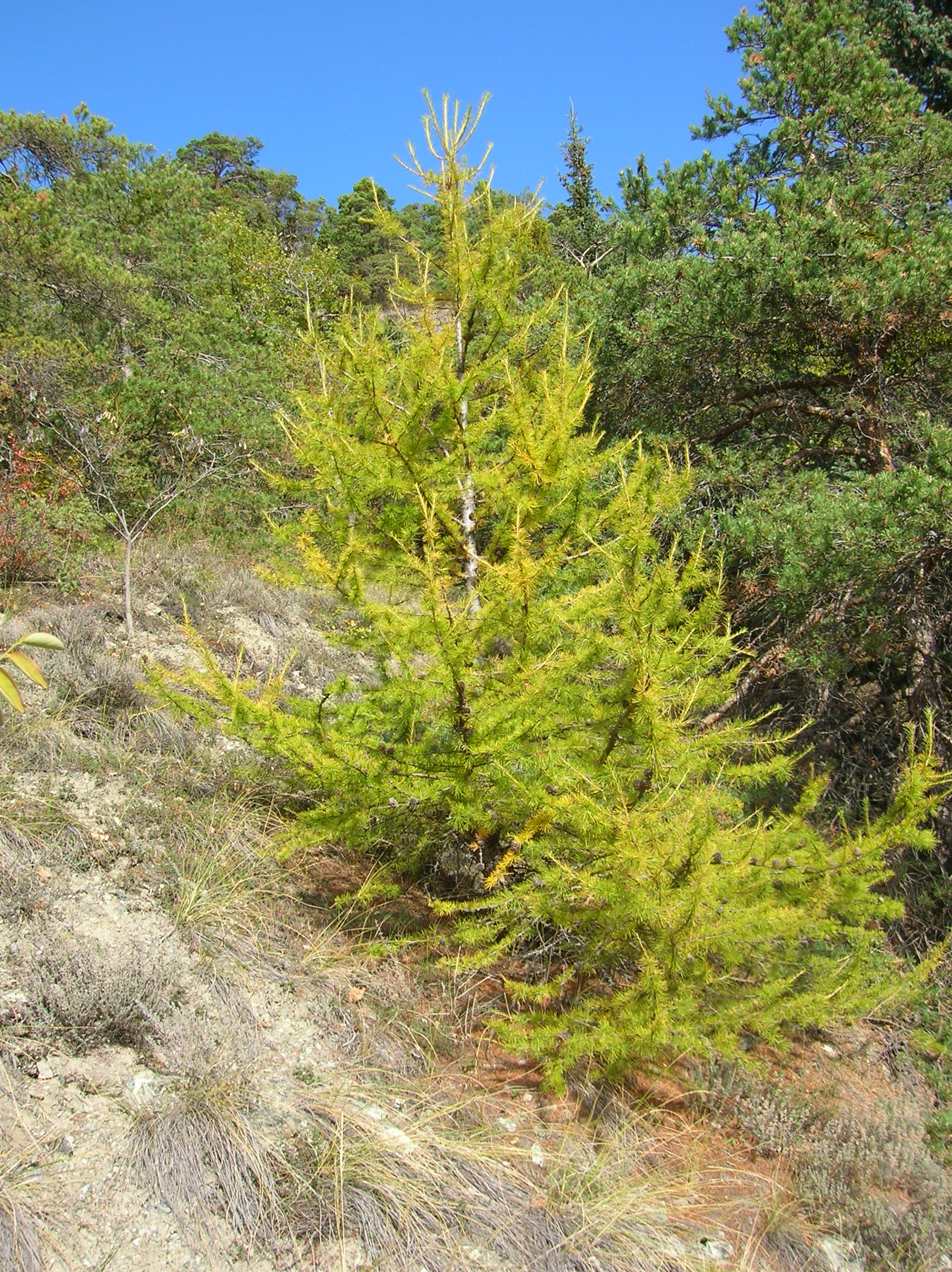
Larix decidua
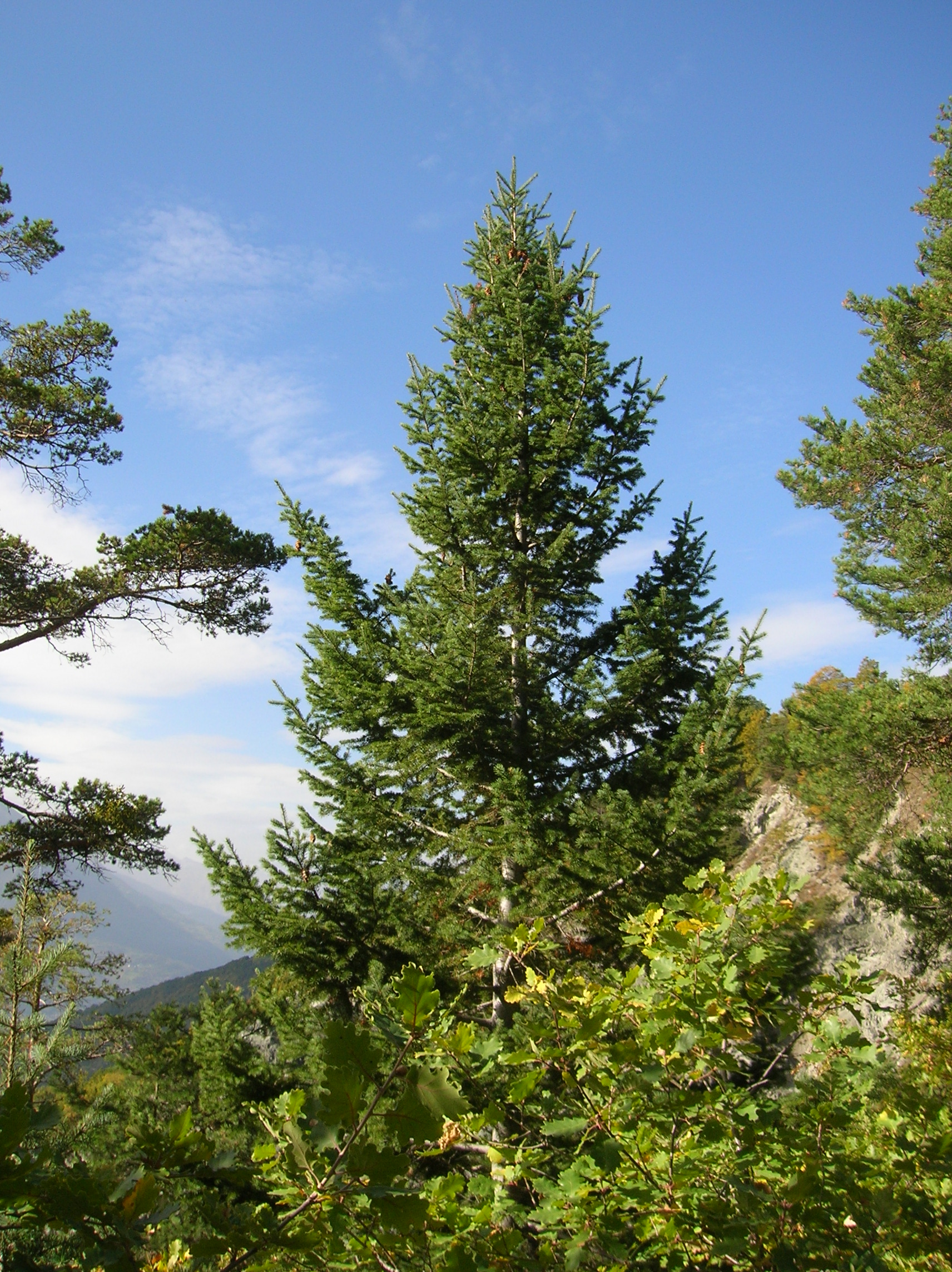
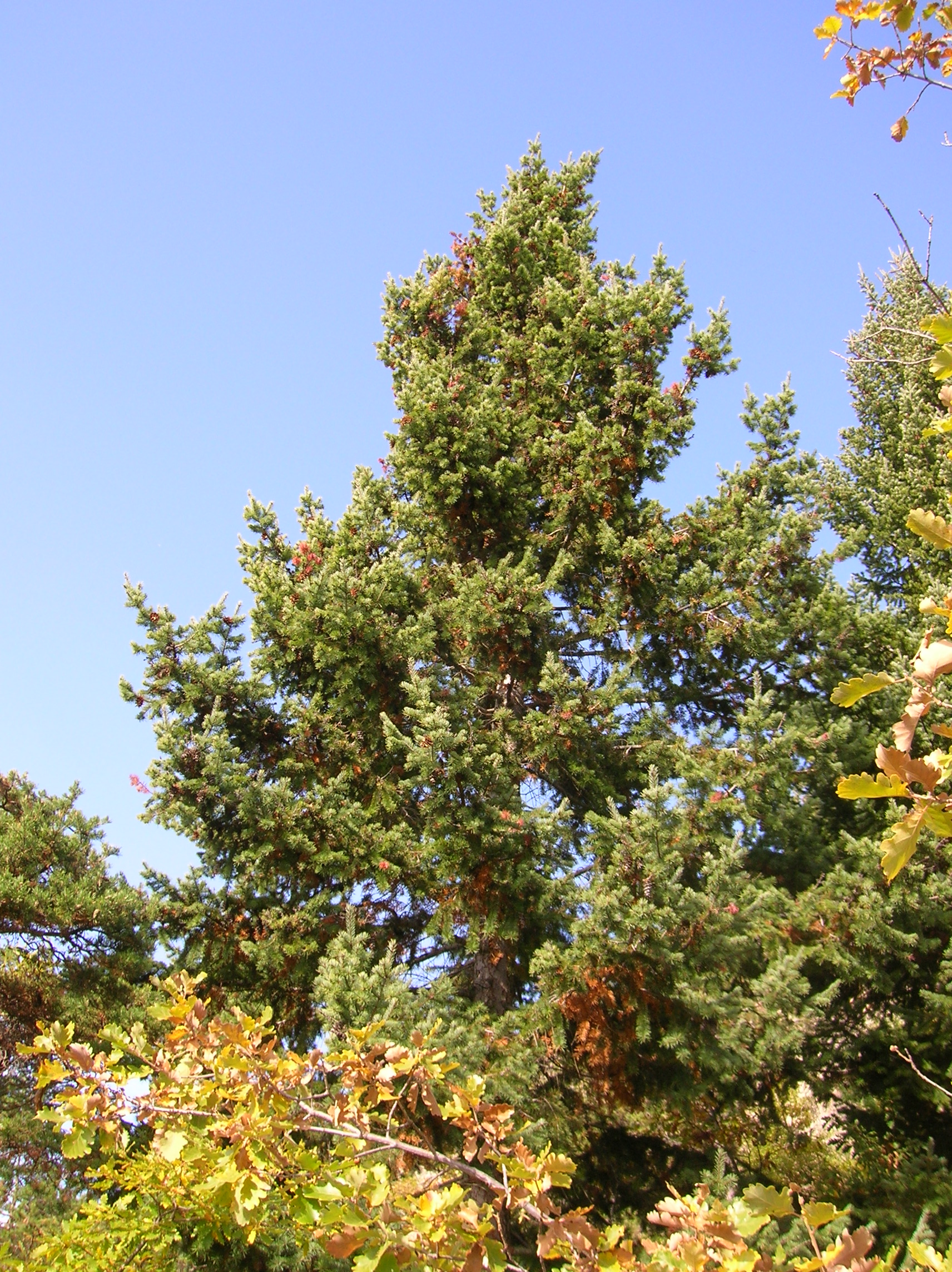
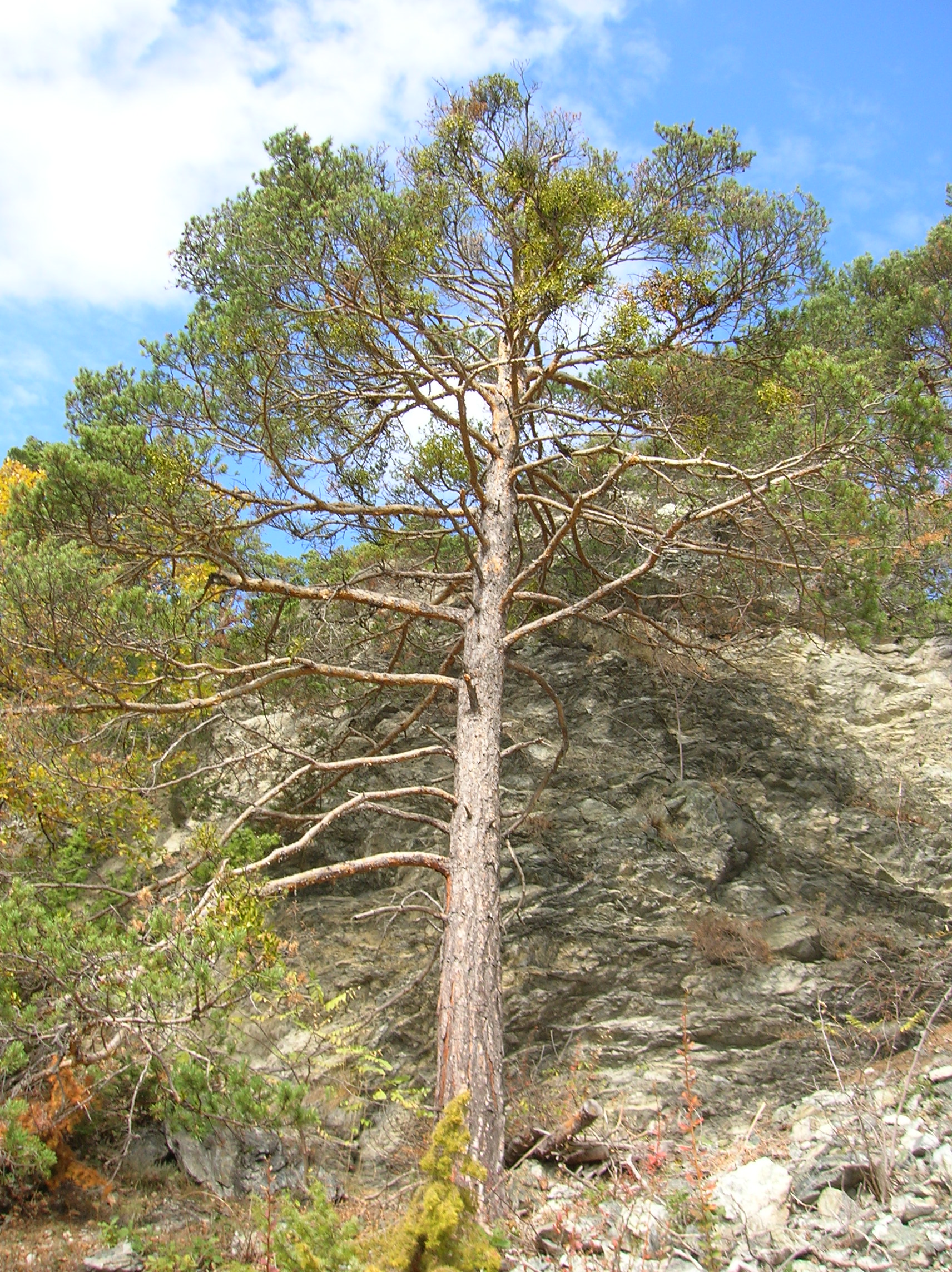
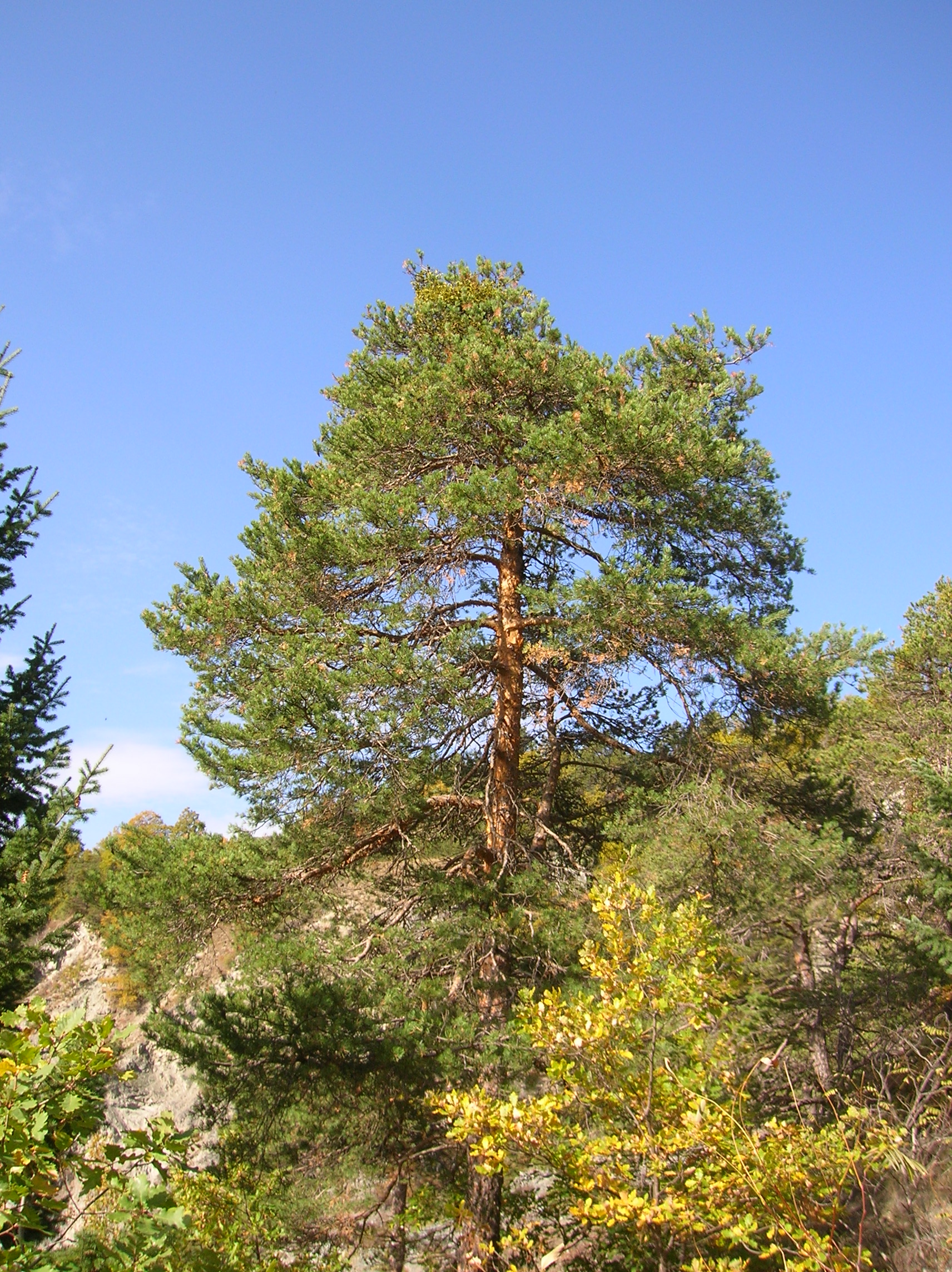
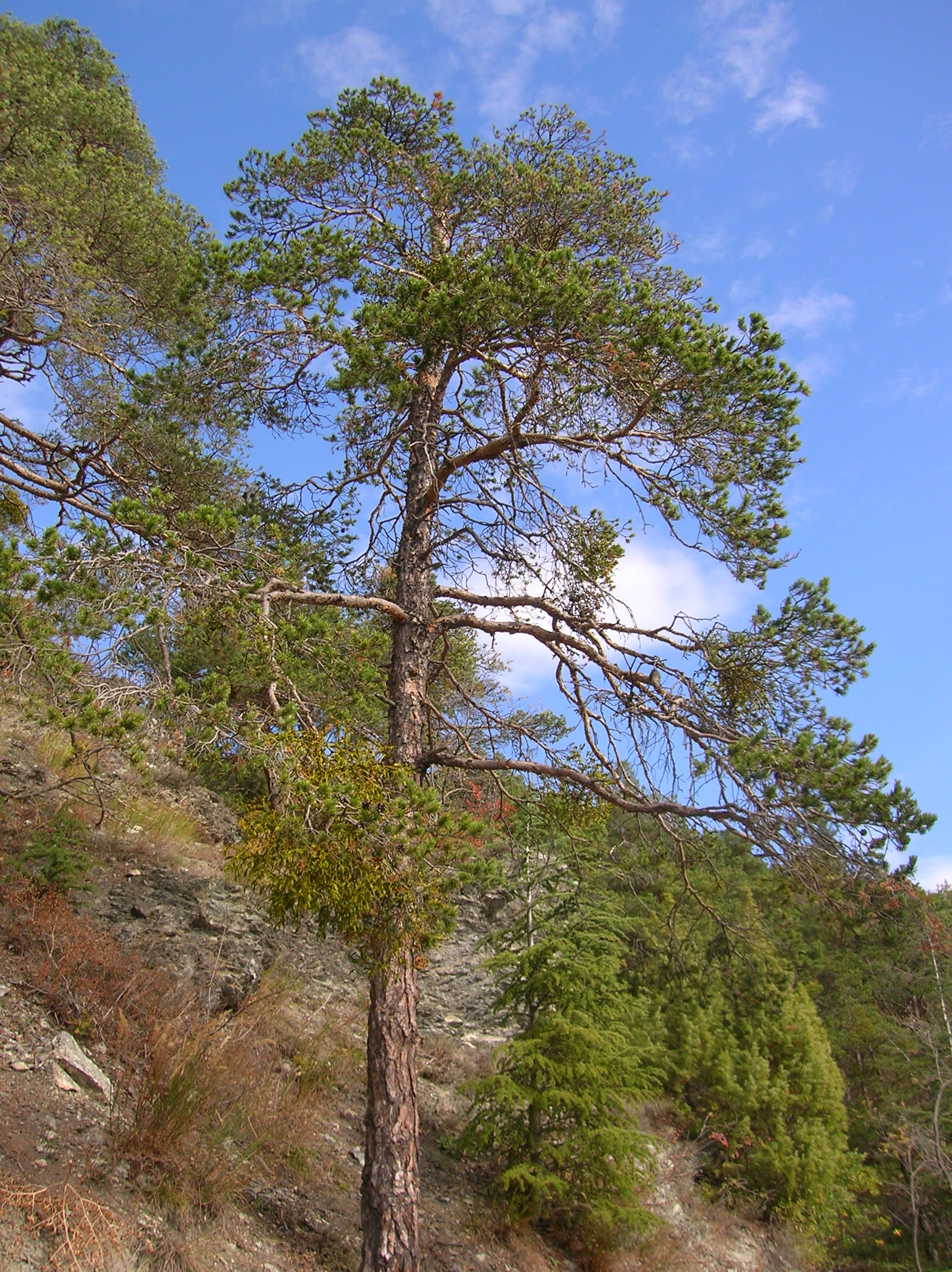
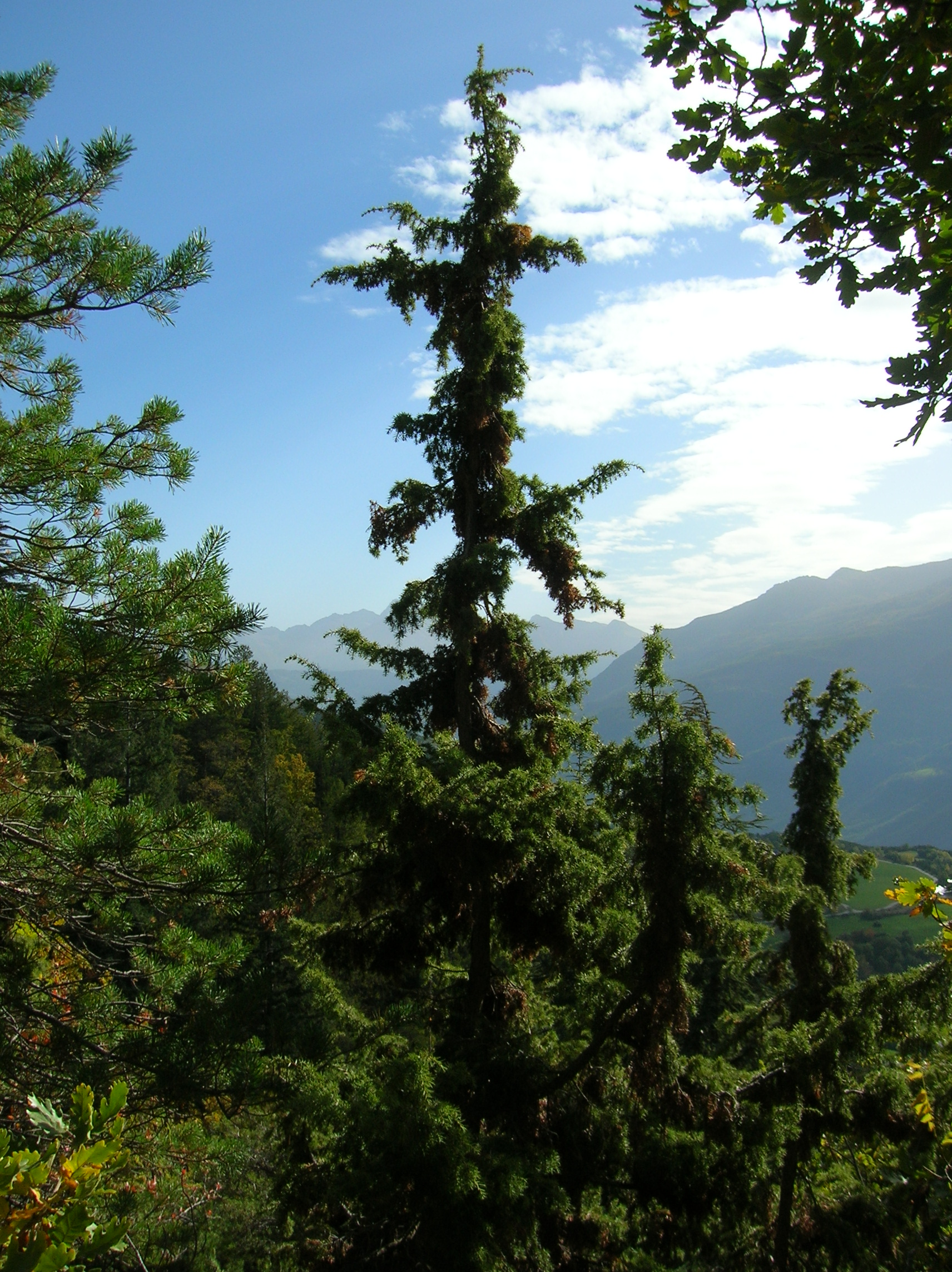
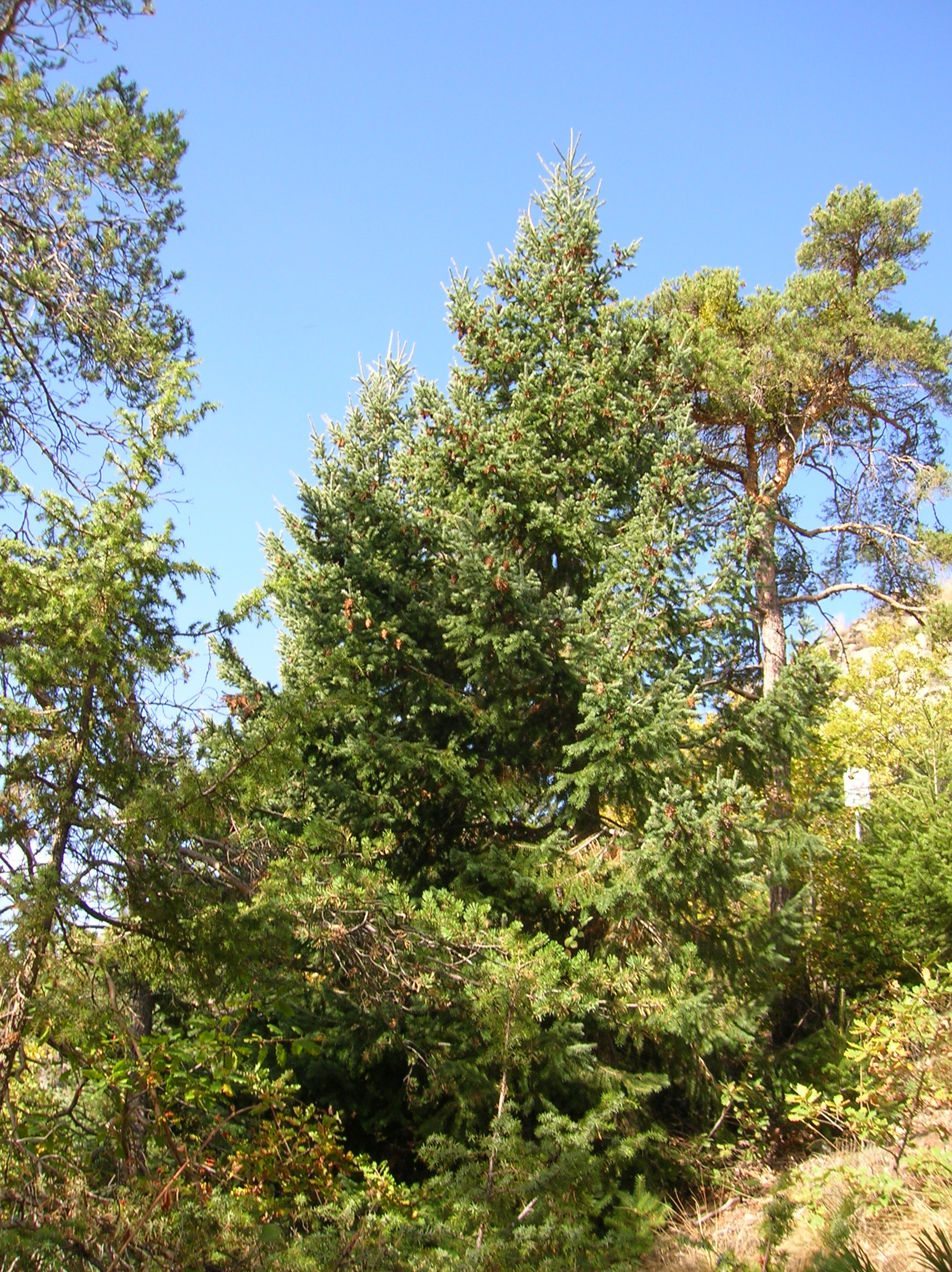
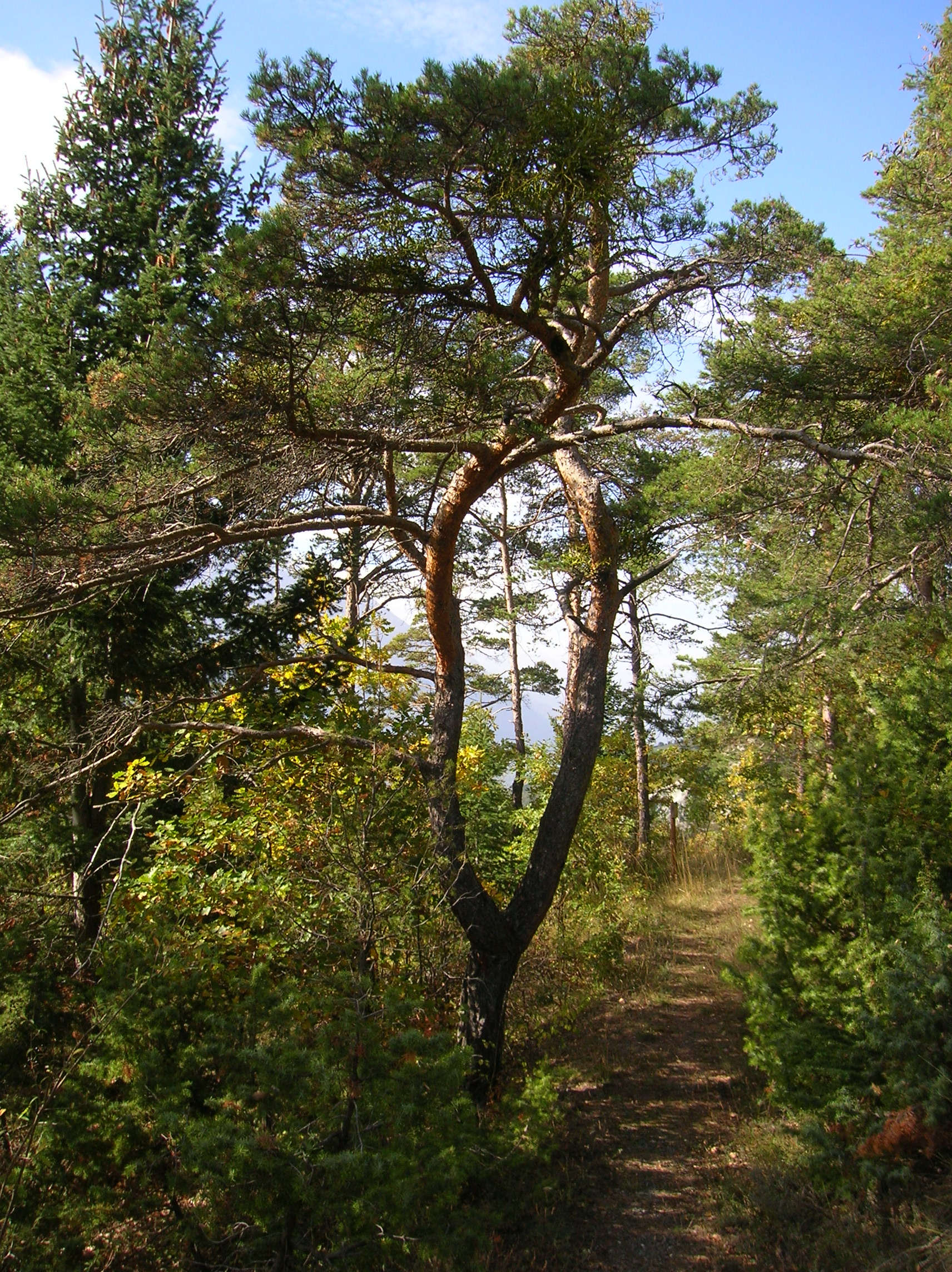
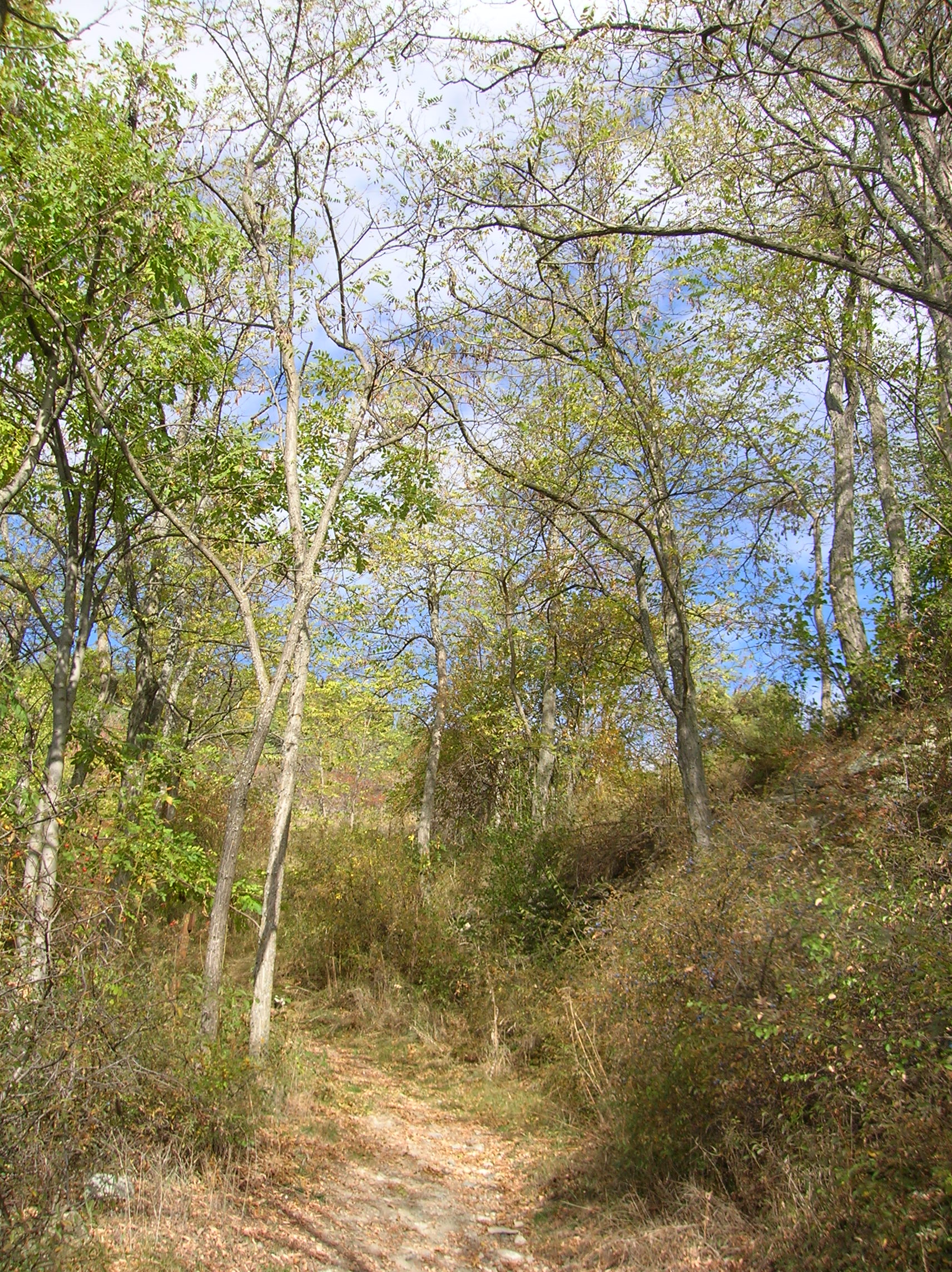
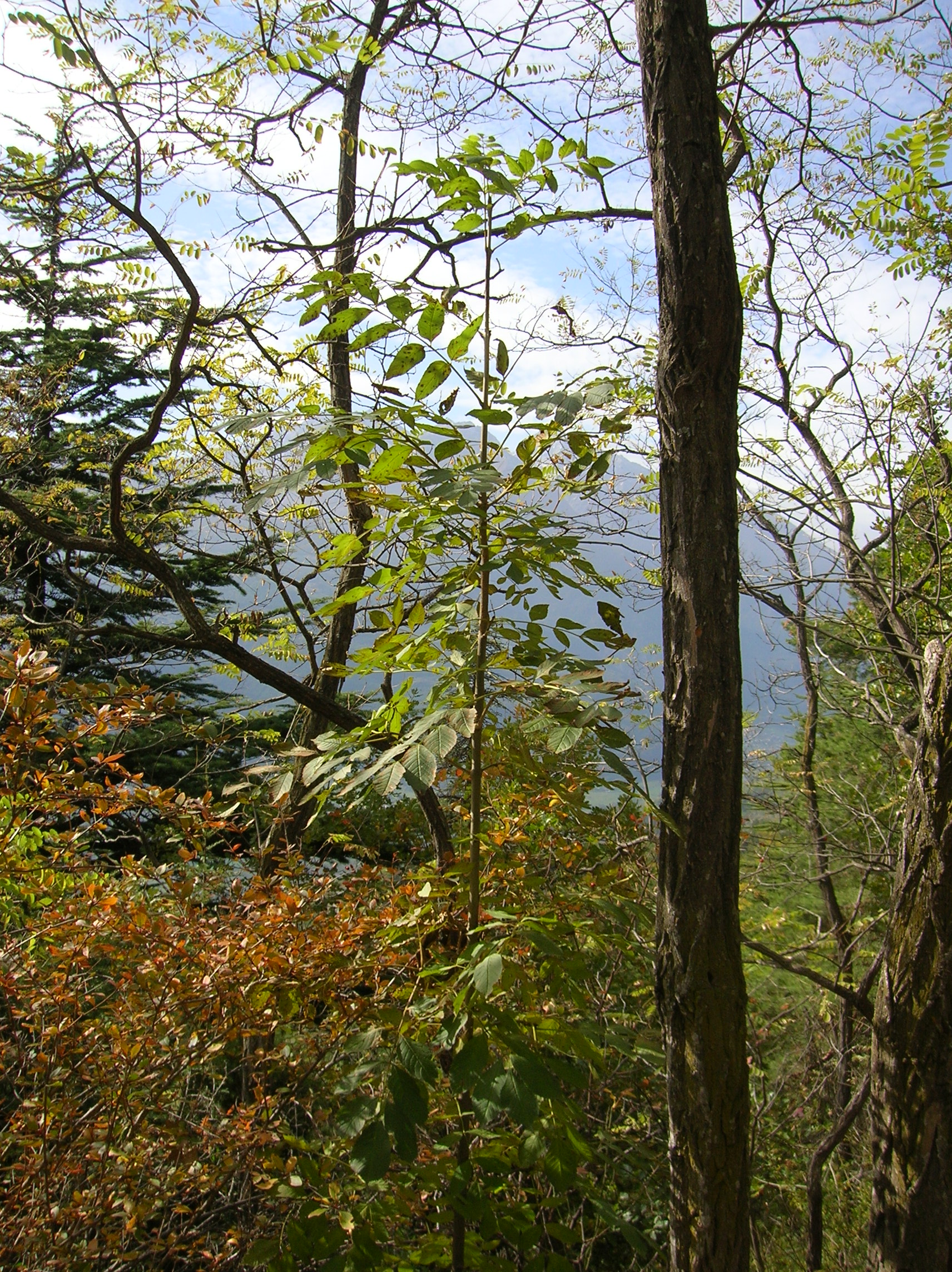
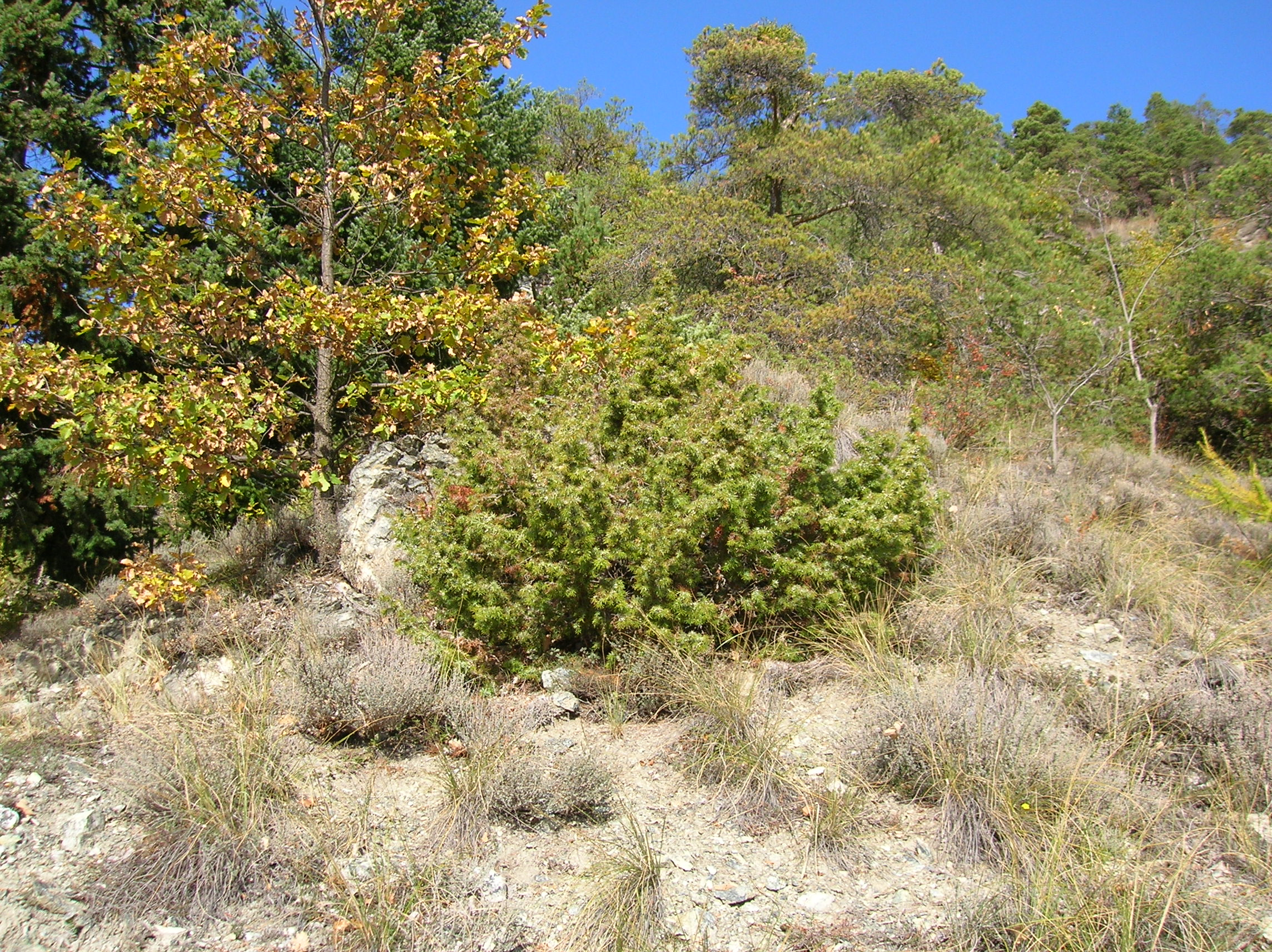
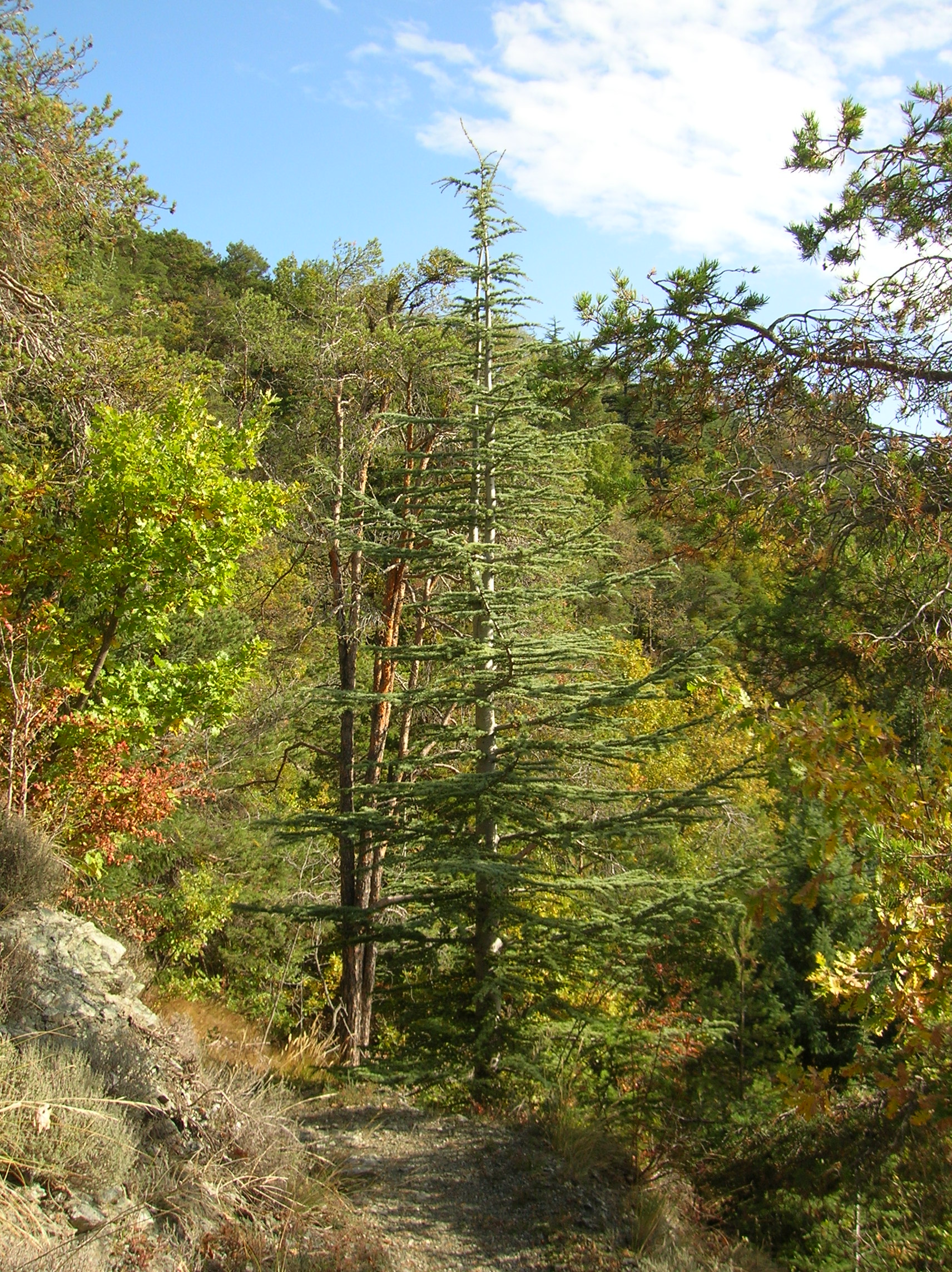
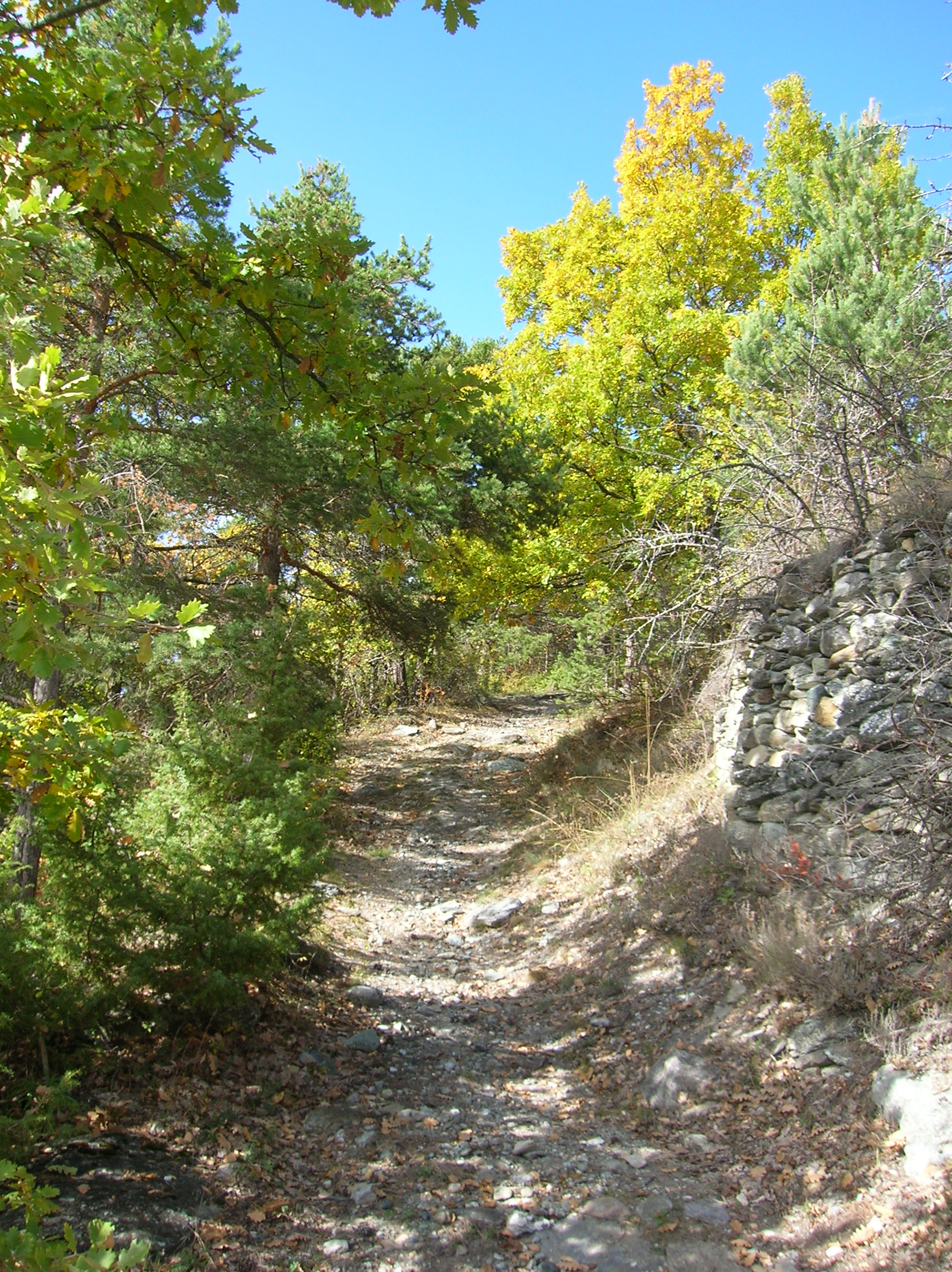
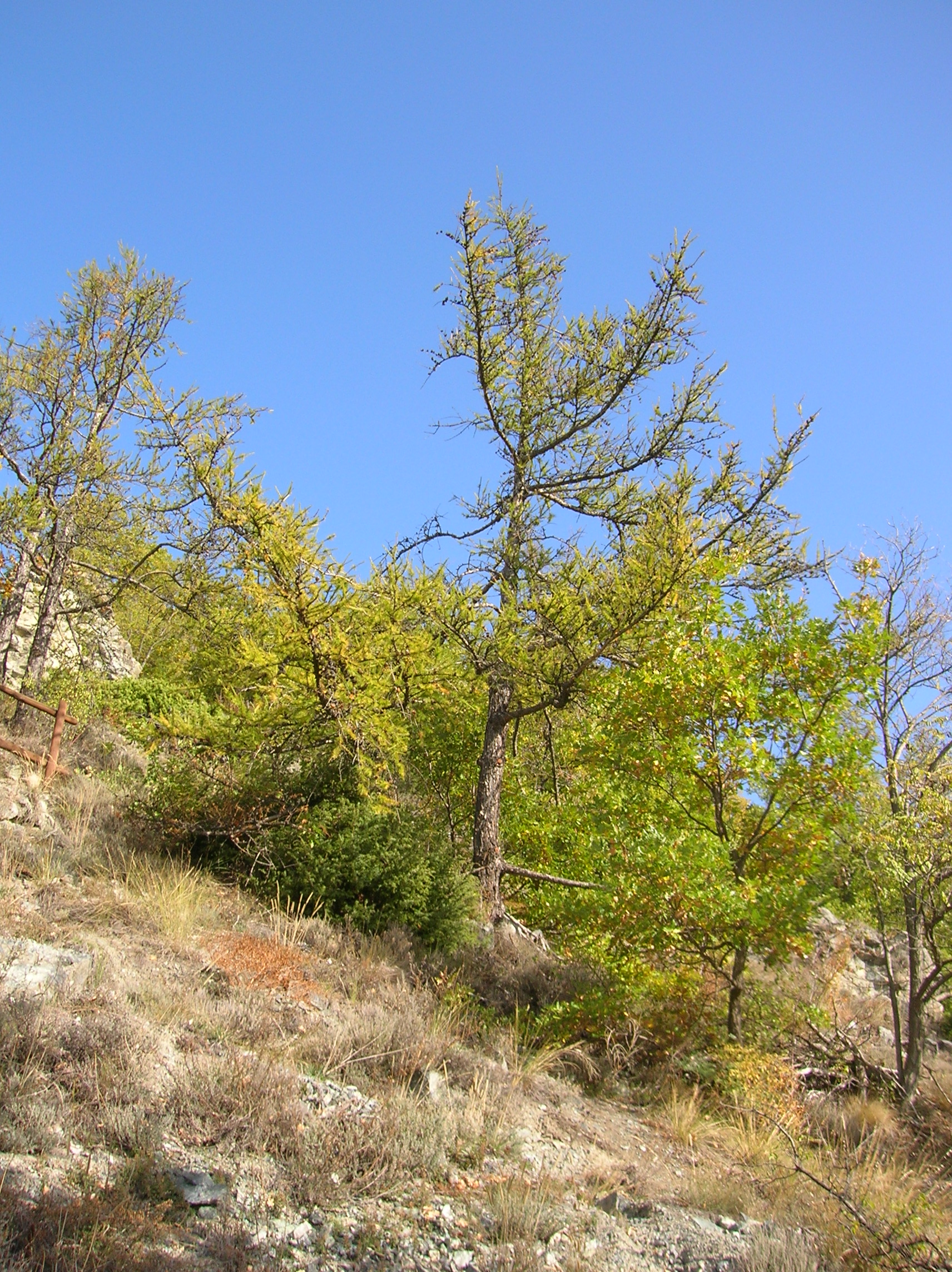
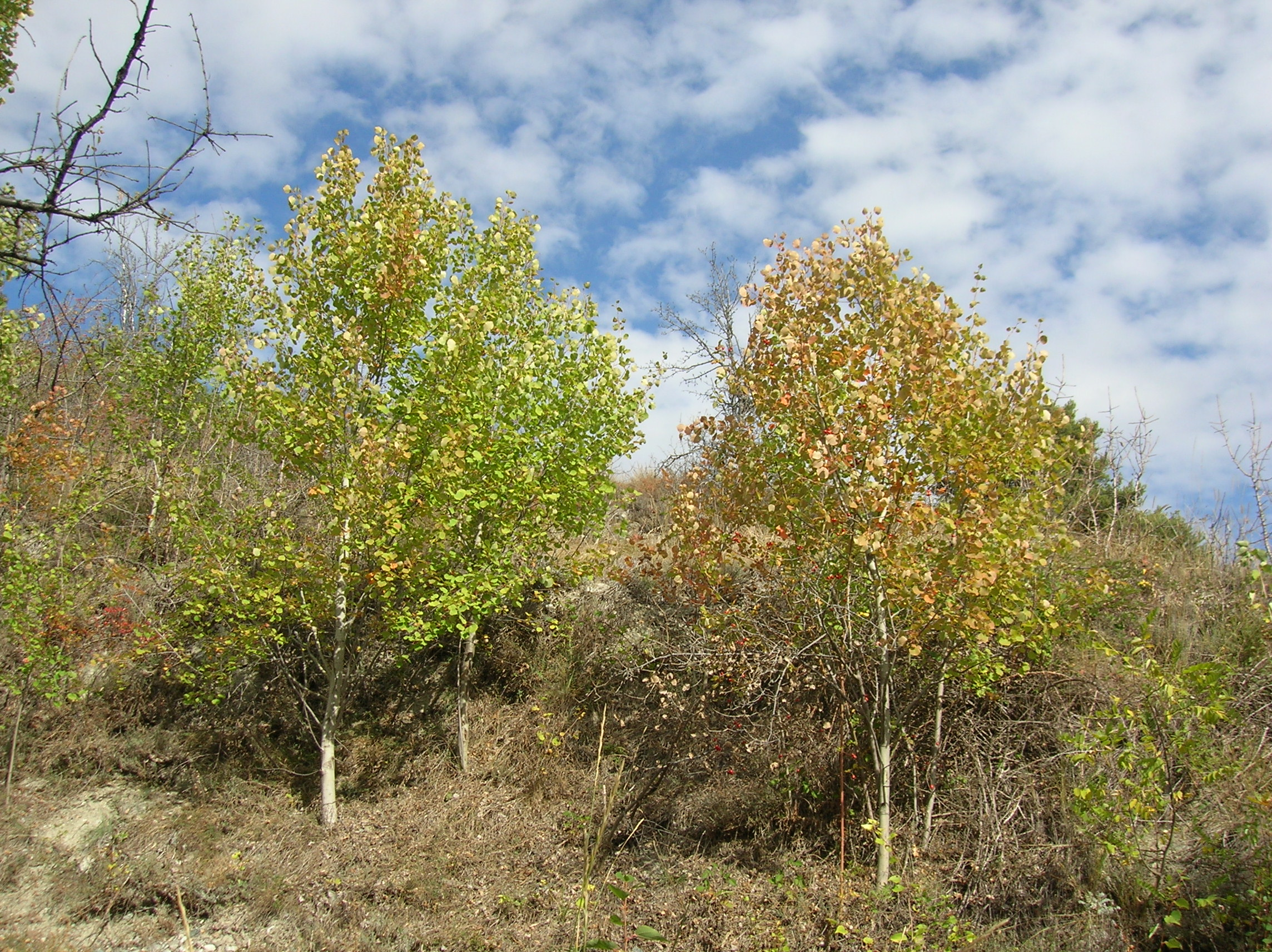
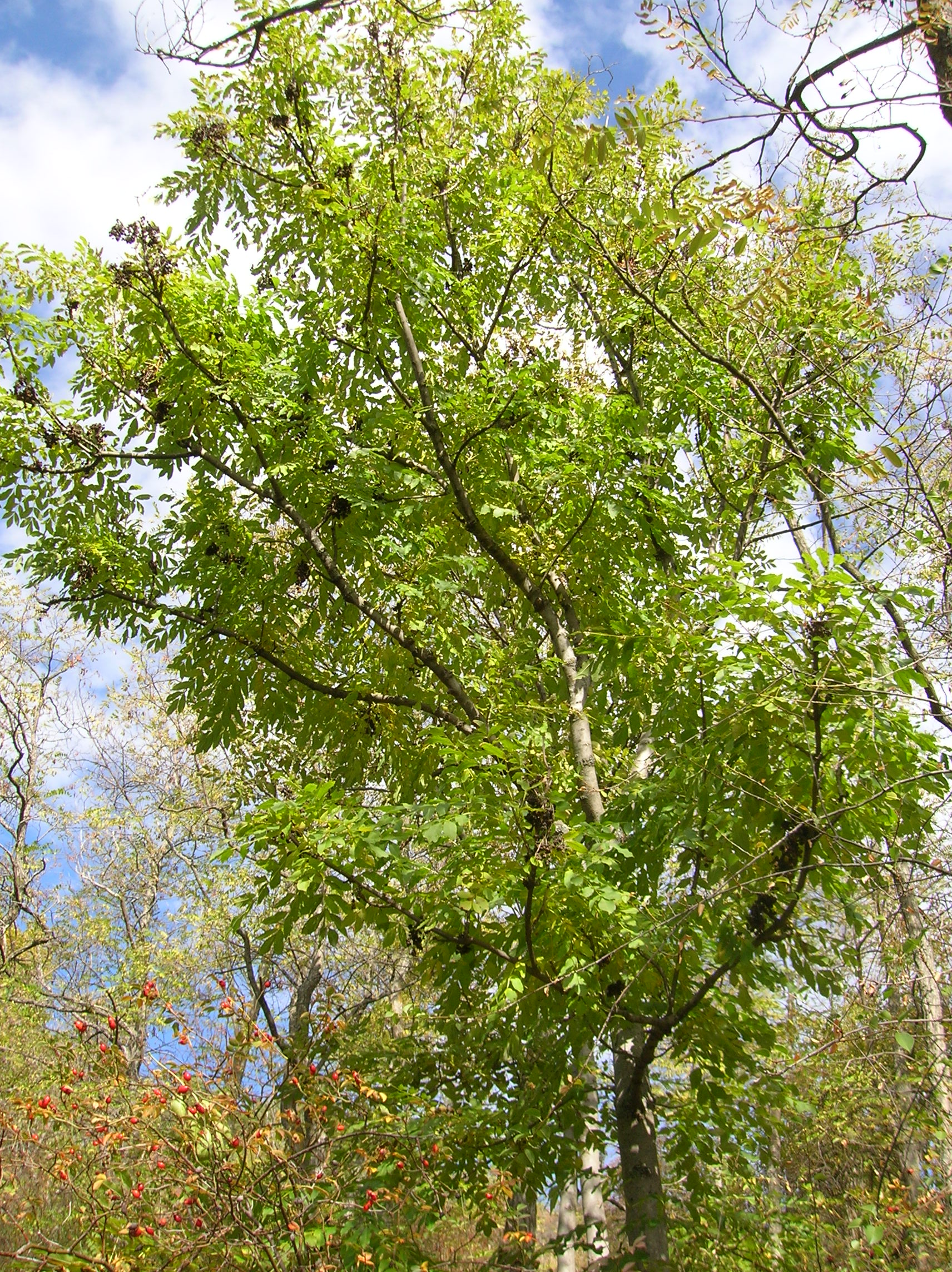

L'ambiente xerotermico di bassa quota tipico del territorio arido di Verrayes favorisce la presenza abbondante del timo maggiore (Thymus vulgaris); sono presenti anche la dafne alpina e alcune specie di orchidee.

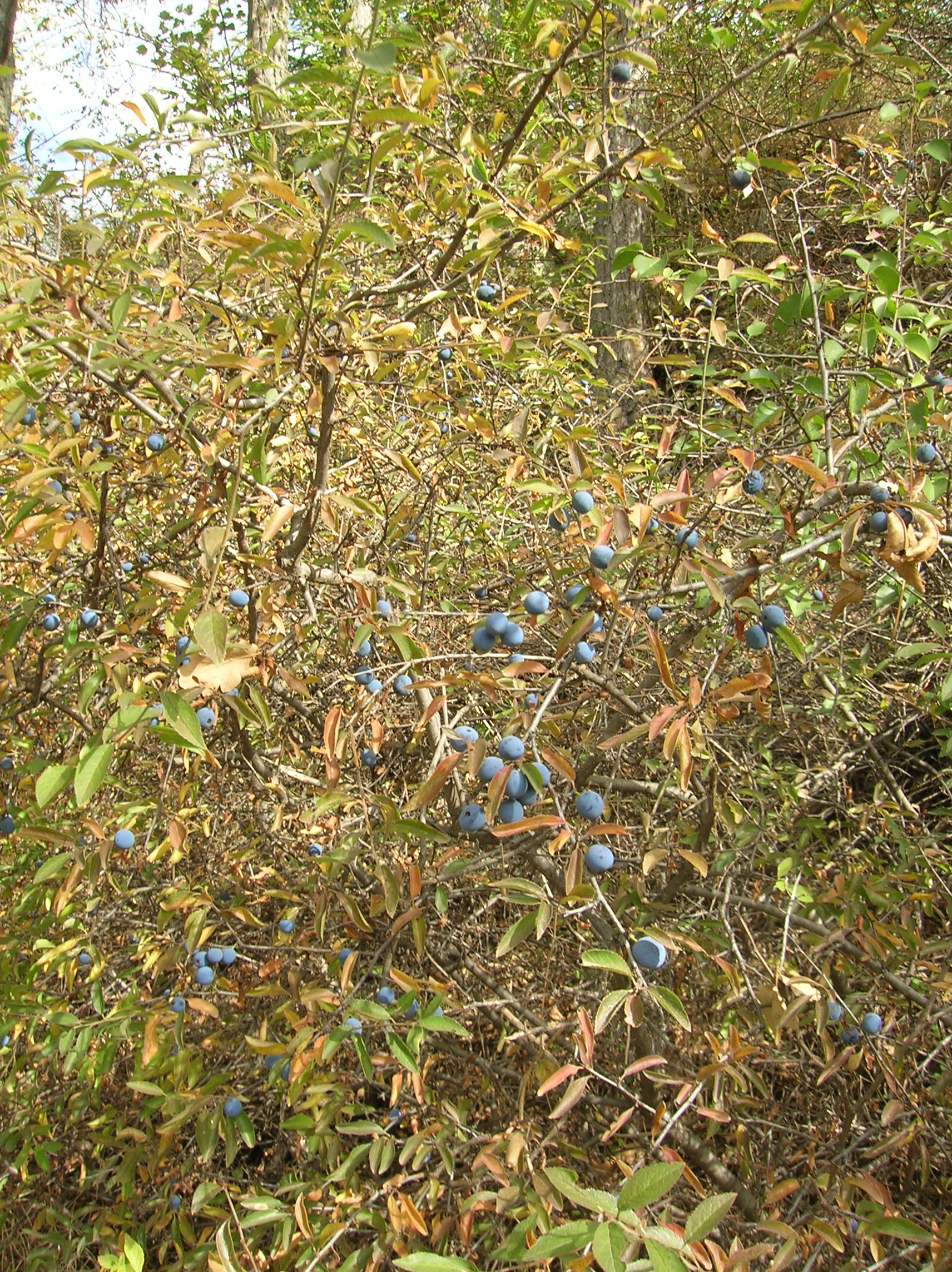
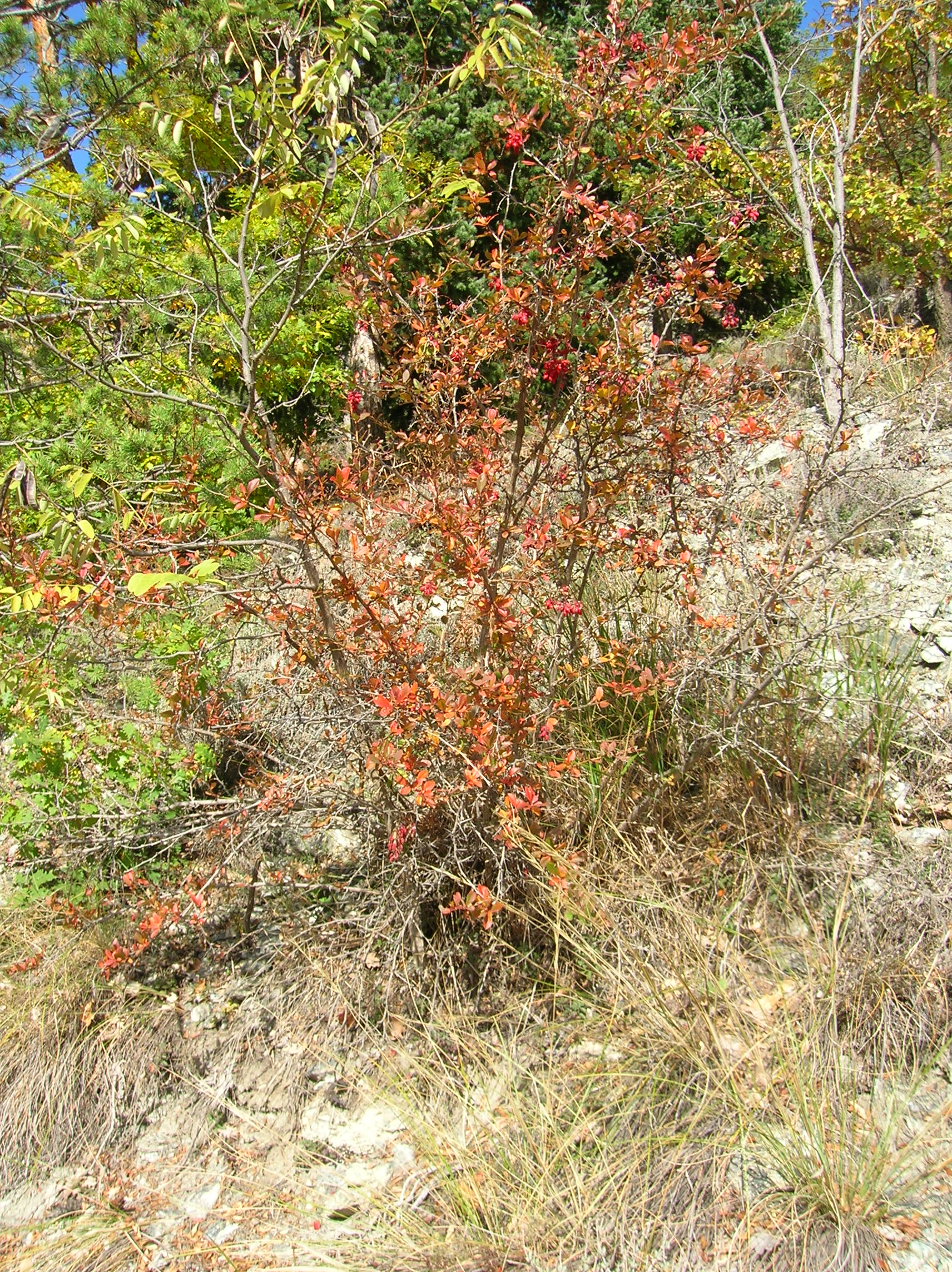
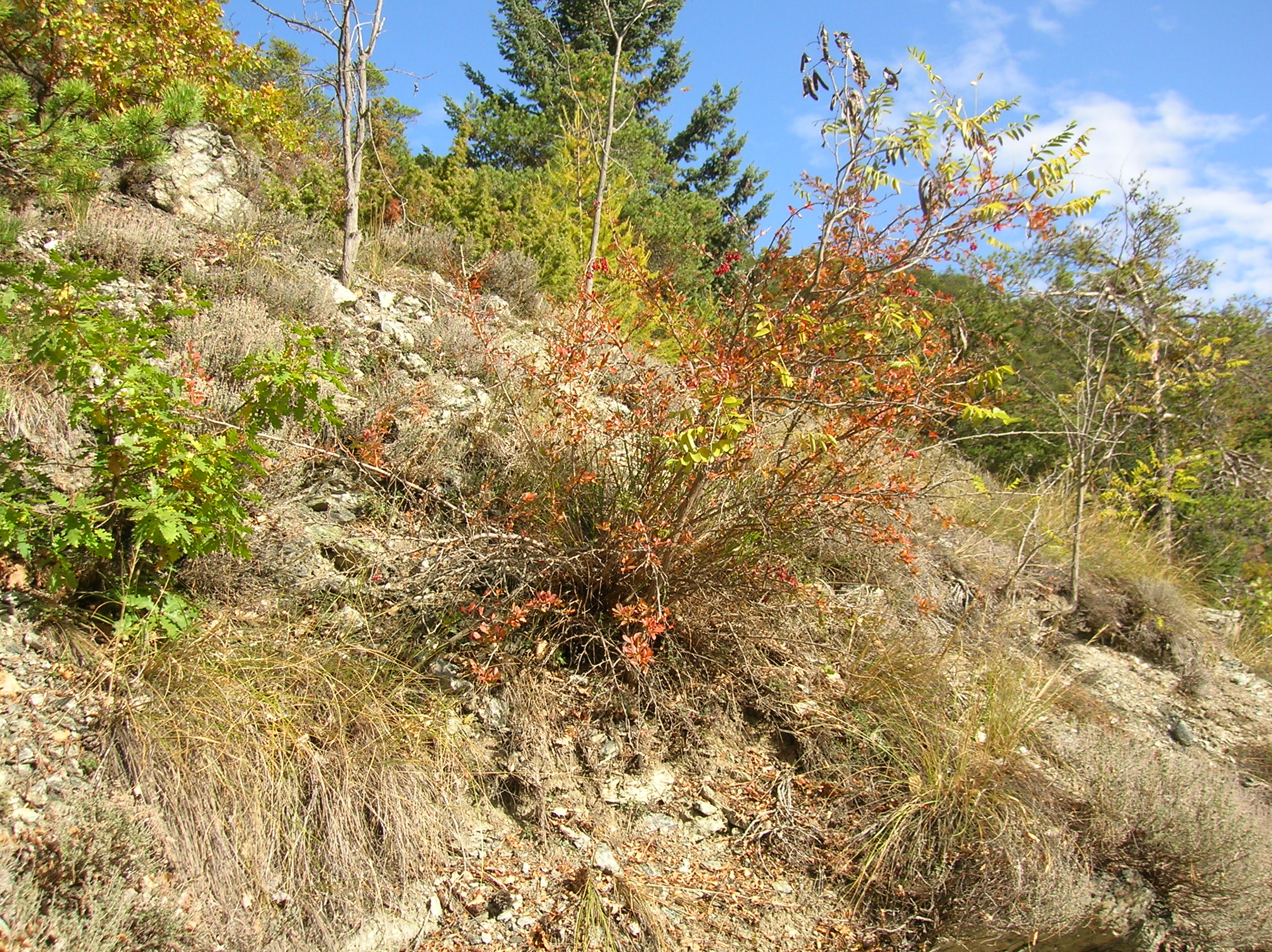
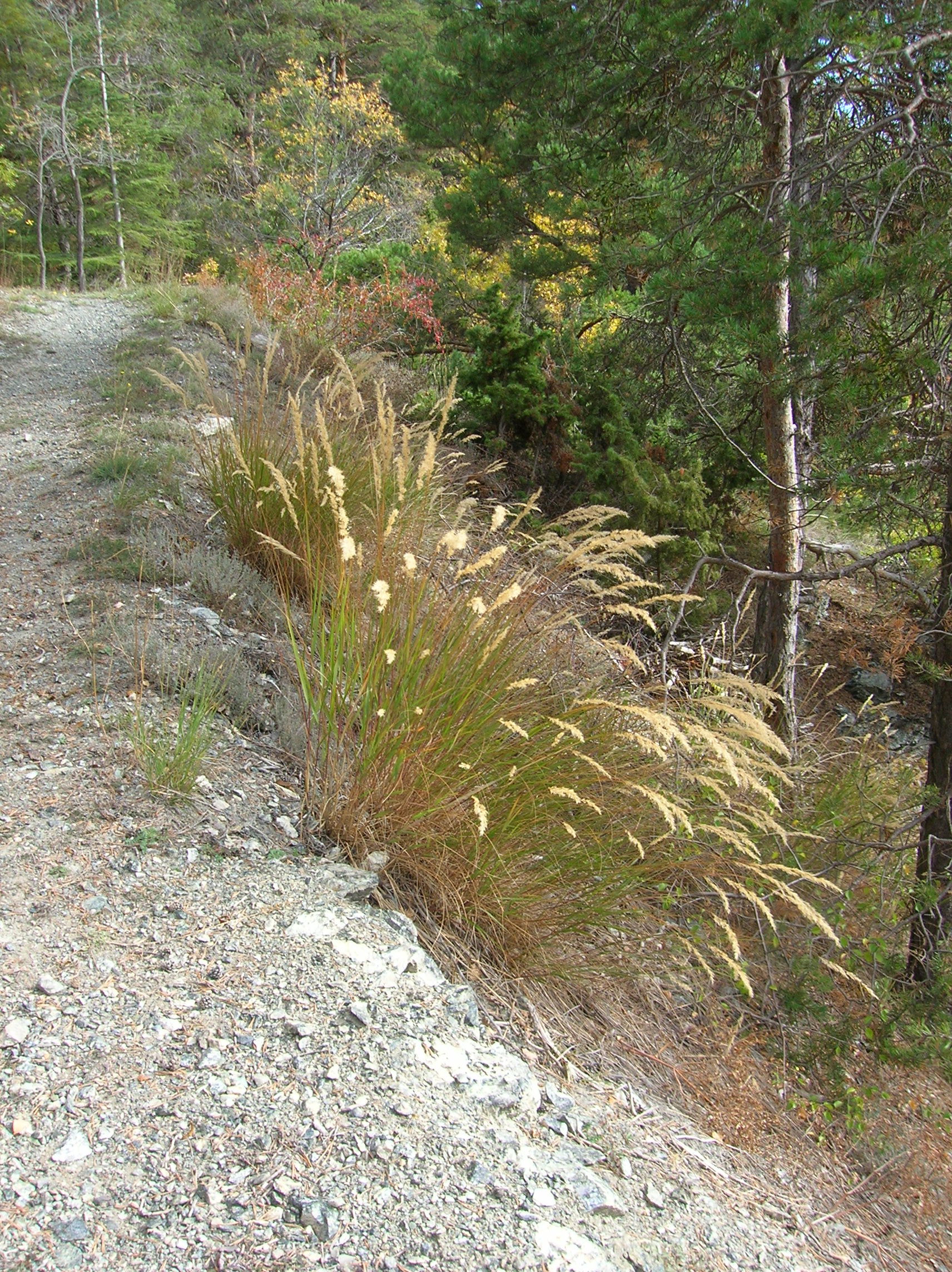
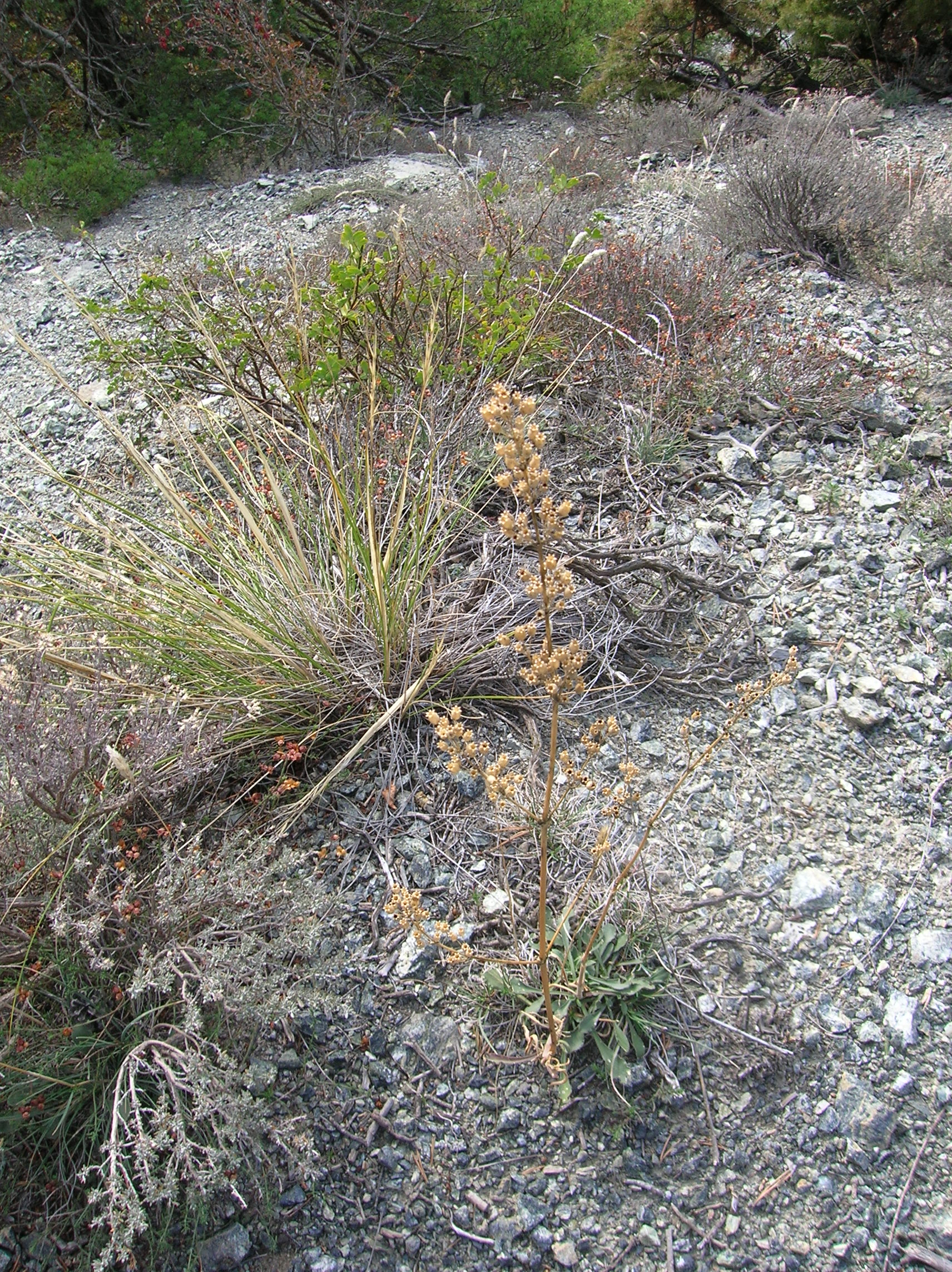
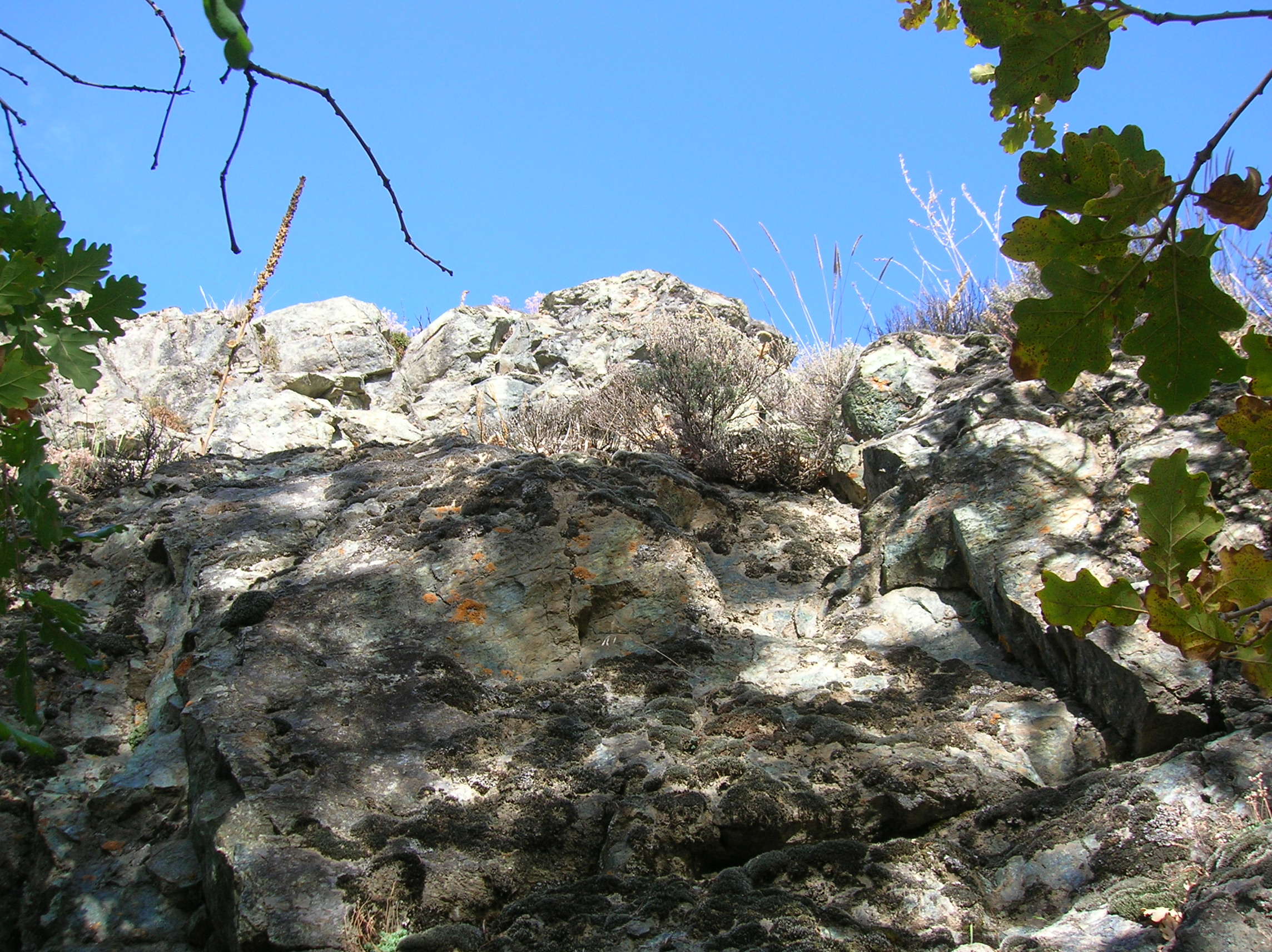
Thymus vulgaris

## Fauna
Nell'arboreto trovano rifugio e nutrimento, tra gli uccelli, la ghiandaia, il gheppio, la poiana e nella parte alta l'aquila reale.

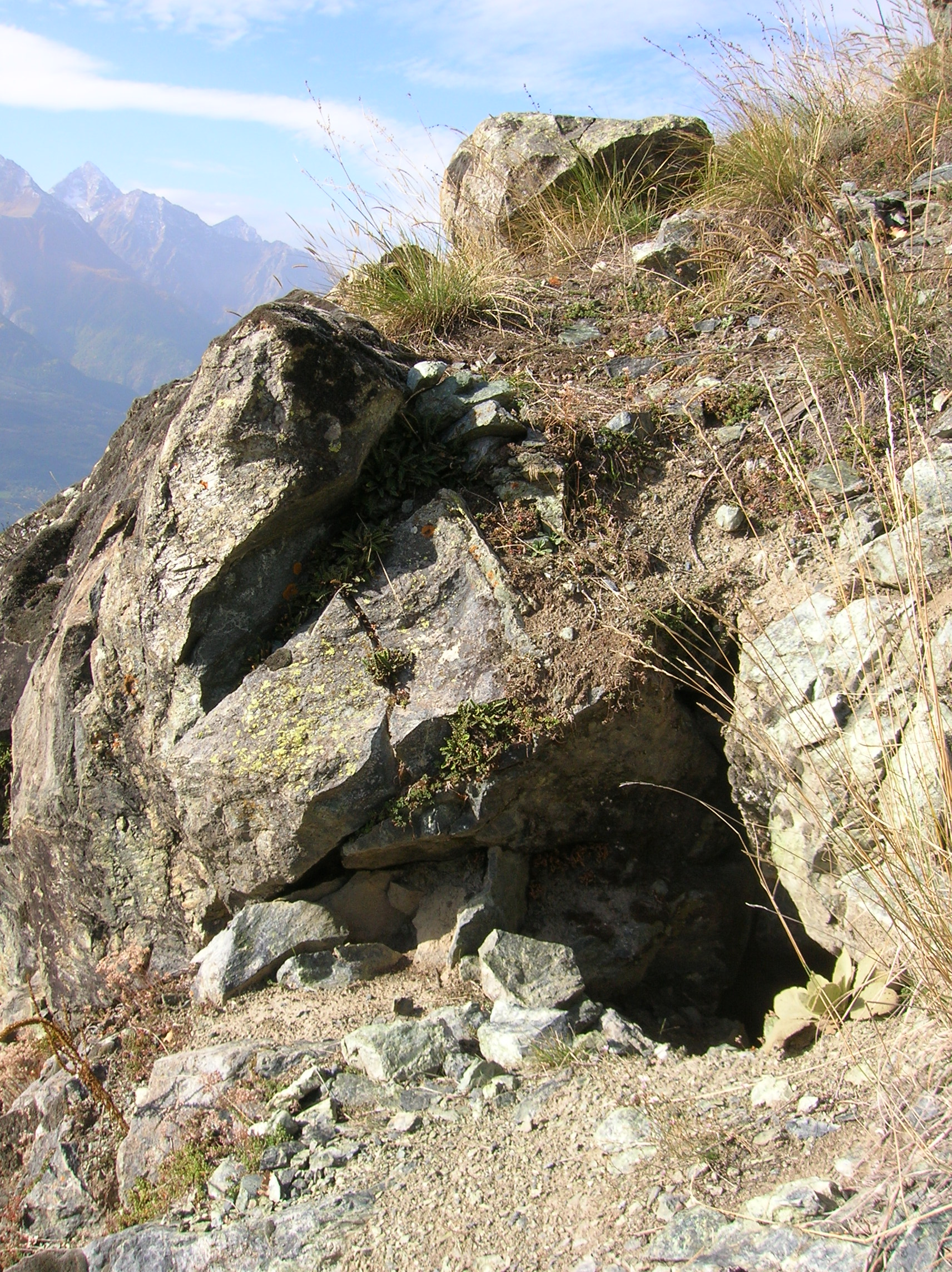
Una tana

Tra i mammiferi, ricordiamo il capriolo, la lepre europea, la volpe, la faina, la donnola.